# Dynastie Song
Vous lisez un « article de qualité » labellisé en 2010.  Il fait partie d'un « bon thème ».
Pour les articles homonymes, voir Song (homonymie).
960–1279
Entités précédentes :
- Zhou postérieurs

Entités suivantes :
- Empire mongol (Dynastie Yuan)

La dynastie Song (chinois : 宋朝 ; pinyin : sòng cháo ; Wade : sung ch'ao ; prononcé /sõŋ tʃao/) est une dynastie qui a régné en Chine entre 960 et 1279. Elle a succédé à la période des Cinq Dynasties et des Dix Royaumes et a été suivie par la dynastie Yuan.
L'histoire de la dynastie Song se divise en deux périodes distinctes : les Song du Nord et les Song du Sud. Durant la période des Song du Nord (chinois : 北宋 ; pinyin : běi sòng, 960-1127), la capitale est la ville septentrionale de Bianjing (actuelle Kaifeng) et l'empire s'étend sur la plus grande partie de la Chine historique. La période des Song du Sud (chinois : 南宋 ; pinyin : nán sòng, 1127-1279) est la période durant laquelle les Song perdent le Nord de la Chine au profit de la dynastie Jin. À cette époque, la cour impériale se réfugie au sud du fleuve Yangzi Jiang et la nouvelle capitale est établie à Lin'an (actuelle Hangzhou). Bien que la dynastie ait perdu le contrôle du berceau traditionnel de la civilisation chinoise au bord du fleuve Jaune, son économie ne s'effondre pas pour autant, le Sud de la Chine abritant 60 % de la population de la Chine et la majorité des terres les plus fertiles de la région. La dynastie Song du Sud a considérablement développé et professionnalisé sa force navale pour défendre ses eaux et ses frontières et pour mener des expéditions maritimes vers l'étranger.
Pour repousser les Jin et plus tard les Mongols, les Song ont développé des techniques militaires révolutionnaires, notamment l'usage de la poudre à canon. En 1234, la dynastie Jin est défaite par les Mongols qui mettent la main sur le Nord de la Chine. Möngke, quatrième grand Khan de l'Empire mongol, meurt en 1259 lors du siège de la ville de Chongqing. Son plus jeune frère Kubilai Khan est proclamé nouveau Grand Khan, nomination partiellement soutenue par les Mongols de l'Ouest. En 1271, Kubilai Khan est proclamé empereur de Chine. Après deux décennies de guerres sporadiques, ses armées vainquent définitivement la dynastie Song en 1279. La Chine est de nouveau unifiée sous la dynastie Yuan (1271-1368).
La population chinoise double au cours des Xe et XIe siècles. Cette croissance est due à l'expansion de la culture du riz en Chine centrale et méridionale, à l'usage de riz précoce en Asie du Sud-Est et du Sud et à la production d'abondants surplus alimentaires,. Le recensement des Song du Nord fait état d'une population d'environ 50 millions d'individus, soit bien plus qu'au cours des dynasties Han et Tang. Cette estimation est tirée des Vingt-Quatre Histoires, une compilation de livres historiques faisant référence dans le domaine. Cependant, on estime que la population des Song du Nord atteint les 100 millions de personnes. Cette spectaculaire croissance démographique a suscité une révolution économique dans la Chine pré-moderne. L'expansion de la population est en partie due au retrait graduel du gouvernement central, qui régulait jusqu'alors profondément l'économie de marché. Cette croissance démographique renforce également le rôle de la petite noblesse locale dans l'administration du peuple et des affaires locales. Les fonctionnaires nommés dans les xian et les provinces délèguent en effet la gestion et la supervision des affaires locales à la noblesse érudite.
La vie sociale durant la dynastie Song est prospère. Les élites participent au commerce d'arts précieux. La population aime à se rassembler au cours de fêtes publiques et dans des clubs privés. Les villes possèdent des quartiers dédiés aux divertissements. La diffusion de la littérature et des connaissances est améliorée par l'invention de l'impression par blocs de bois et par l'invention au cours du XIe siècle des caractères mobiles d'imprimerie. La technologie pré-moderne, la science, la philosophie, les mathématiques et autres disciplines intellectuelles prospèrent. Des philosophes tels que Chen Yi et Zhu Xi ravivent le confucianisme avec de nouveaux commentaires, inspirés de certains idéaux bouddhistes, et mettent en valeur une nouvelle organisation des textes classiques qui fait ressortir le cœur de la doctrine néoconfucianiste. Les examens impériaux acquièrent une plus grande importance sous la dynastie Song. Il s'agit du premier gouvernement au monde à émettre des billets de banque. Cette dynastie a également vu la première désignation du vrai Nord à l'aide d'une boussole[Quoi ?].

## Histoire

### Les Song du Nord, 960–1127

L'empereur Song Taizu (r. 960–976).

#### Fondation de la dynastie
L'empereur Song Taizu (r. 960-976) unifie la Chine par la conquête d'autres territoires, mettant ainsi fin à la période des Cinq Dynasties et des Dix Royaumes. À Kaifeng, il établit un gouvernement central puissant. Il assure la stabilité administrative en développant les examens impériaux qui permettent de recruter les bureaucrates d'État pour leurs compétences et leur mérite plutôt que pour leurs positions aristocratiques ou militaires. Il développe des projets qui assurent l'efficacité des communications à travers l'empire. Parmi eux figure la création par des cartographes de cartes détaillées de chaque province et chaque ville, le tout réuni dans un important atlas géographique. Il développe également des innovations scientifiques et techniques en soutenant des travaux tels que la construction d'une tour horloge astronomique conçue et fabriquée par Zhang Sixun.

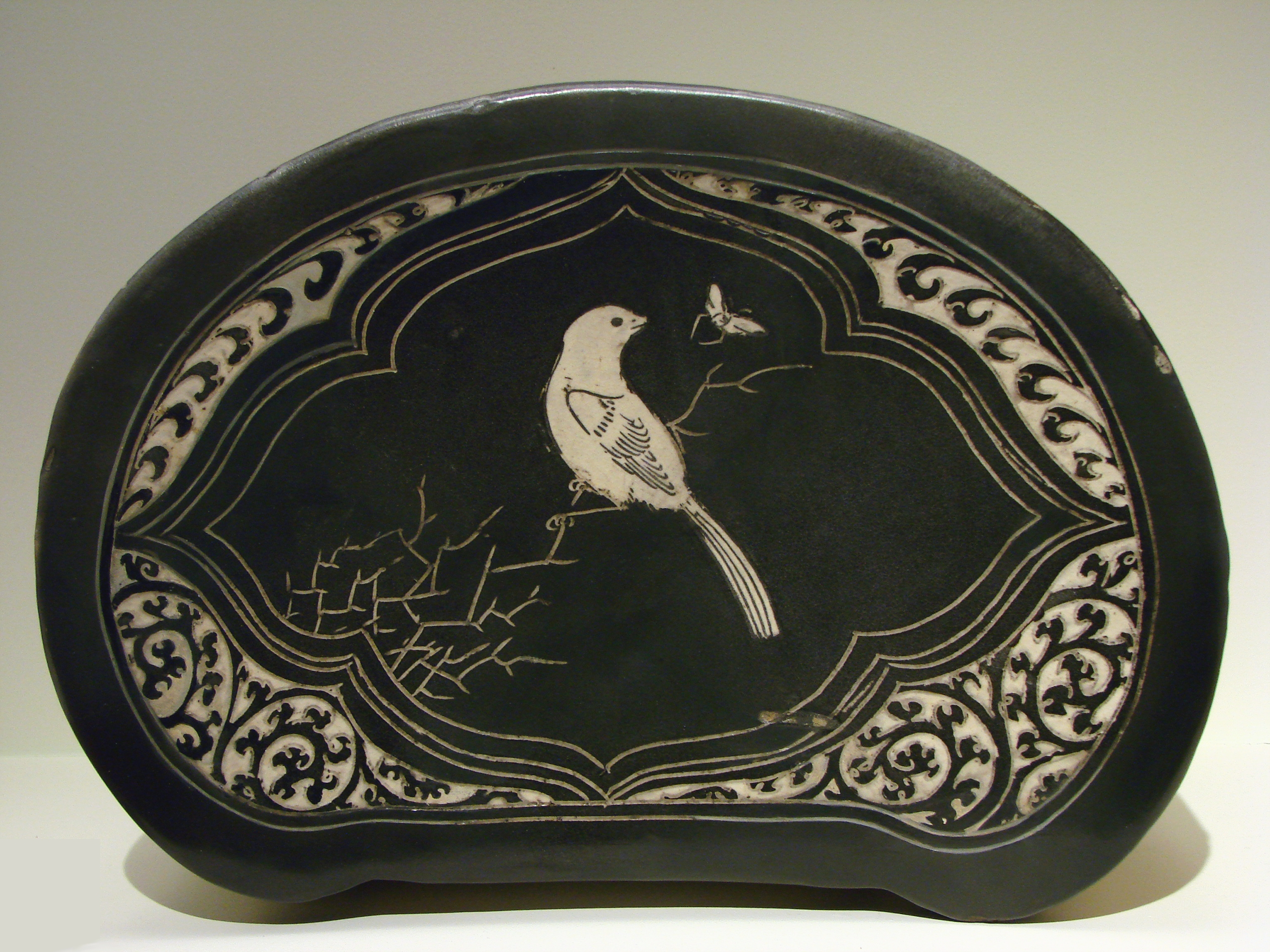
Oreiller, grès à engobe blanc et brun noir, décor incisé. Dynastie des Song du Nord, XII. Musée Guimet, Paris.

#### Les réformateurs duXIesiècle
Durant le XIe siècle, les rivalités politiques divisent petit à petit les membres de la cour impériale à cause des différentes approches, opinions et politiques des ministres pour manier la société complexe et l'économie florissante des Song. Le Premier ministre idéaliste Fan Zhongyan (989-1052) est le premier à essuyer une réaction politique violente lorsqu'il tente de réformer le système de recrutement des fonctionnaires, d'augmenter le salaire des fonctionnaires de bas niveau et d'établir des programmes de partenariat pour permettre à un plus grand nombre de personnes d'être bien éduqués et d'accéder aux examens impériaux.
Après que Fan fut contraint de se retirer, Wang Anshi (1021-1086) devient Premier ministre de la cour impériale. Avec le soutien de l'empereur Song Shenzong (1067-1085), il critique sévèrement le système d'éducation et la bureaucratie étatique. Cherchant à résoudre ce qu'il considère comme de la corruption et de la négligence, le Premier ministre met en application une série de réformes appelées « Nouvelle Politique ». Elles incorporent une révision de la taxe foncière, l'établissement de plusieurs monopoles d'État, le soutien des milices locales et la création de standards plus élevés pour les examens impériaux afin de les rendre plus accessibles aux personnes qualifiées. Ces réformes créent des factions politiques au sein de la cour. Les partisans réformateurs de Wang Anshi sont ainsi opposés aux ministres conservateurs menés par l’historien et Premier ministre Sima Guang (1019-1086). Lorsque l'une des factions surpasse l'autre, les membres rivaux sont démis de leurs fonctions et exilés du gouvernement dans des régions parmi les plus reculées de l'empire. Une des victimes les plus célèbres de cette rivalité politique est le poète et politique Su Shi (1037-1101), qui est emprisonné et finalement exilé pour avoir critiqué les réformes de Wang.

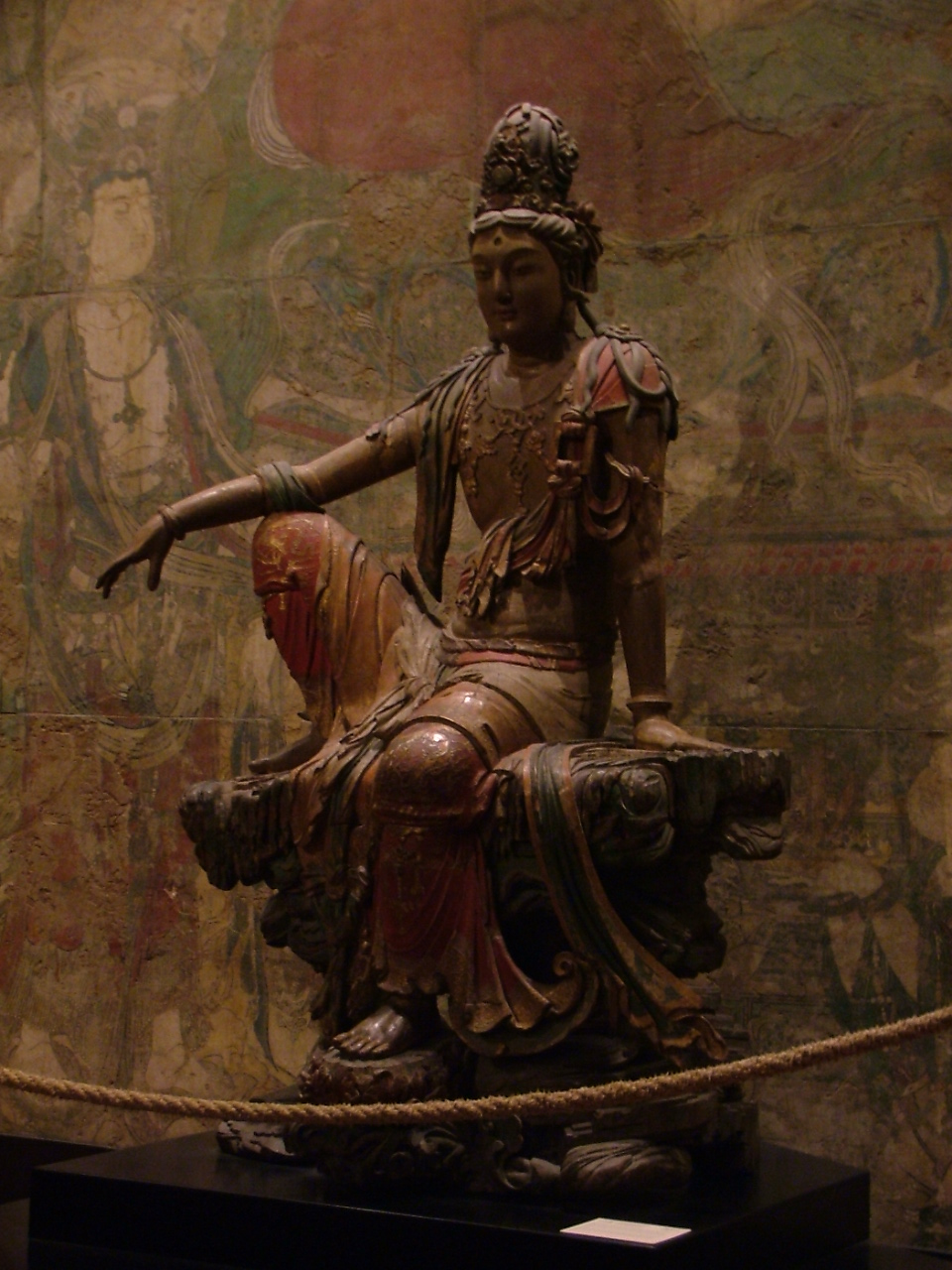
Statue en bois polychrome de Guan Yin datant de la dynastie Liao, province de Shanxi, Chine (907–1125).

#### Relations extérieures
La cour des Song maintient des relations diplomatiques avec la dynastie indienne Chola, les Fatimides égyptiens, les Sriwijaya indonésiens, les Qarakhanides turques et d'autres pays qui constituent également des partenaires commerciaux,,,.
Ce sont les États voisins les plus proches qui ont le plus grand impact sur sa politique intérieure et extérieure. Depuis son origine sous Taizu, la dynastie Song alterne relations guerrières et diplomatiques avec les Khitans de la dynastie Liao au Nord-Est et les Tangoutes de la dynastie des Xia occidentaux au Nord-Ouest. Elle utilise la force militaire dans une tentative d'étouffement de la dynastie Liao et de reconquête des Seize Préfectures, un territoire sous le contrôle khitan qui est traditionnellement considéré comme faisant partie de la Chine historique. Cependant, les forces chinoises sont repoussées par les armées Liao qui engagent alors une campagne agressive vers les territoires septentrionaux des Song jusqu'en 1005, date de signature du traité de Shanyuan qui met fin aux escarmouches près de la frontière. Les Song sont alors forcés de payer un tribut aux Khitans, même si celui-ci a une faible incidence sur leur économie puisque les Khitans sont largement dépendants de l'importation des marchandises produites par leur ennemi. Plus significatif, l'État Song reconnaît diplomatiquement l'État Liao. La dynastie Song arrive à remporter plusieurs victoires militaires sur les Tangoutes au début du XIe siècle, point culminant d'une campagne menée par le scientifique, général et homme politique Shen Kuo (1031-1095). Néanmoins, cette campagne connaît un ultime échec à cause d'un officier rival de Shen qui désobéit aux ordres directs. Les territoires gagnés aux Xia occidentaux sont par conséquent reperdus.
Un conflit majeur oppose également les Song à la dynastie Lý du Vietnam entre 1075 et 1077, à la suite d'une dispute à la frontière et à la rupture des relations commerciales de la part des Song vers le royaume de Đại Việt. Après les dommages infligés par les troupes de Lý au cours d'un raid militaire au Guangxi, le commandant Guo Kui (1022-1088) réussit à pénétrer dans le royaume ennemi jusqu'à Thăng Long (actuelle Hanoi). Cependant, les lourdes pertes dans les deux camps poussent le commandant de Lý, Thường Kiệt (1019–1105), à proposer la paix, permettant l'arrêt mutuel de l'effort de guerre. Les territoires ennemis capturés pendant ce conflit sont échangés en 1082, tout comme les prisonniers de guerre.
La perte du Nord

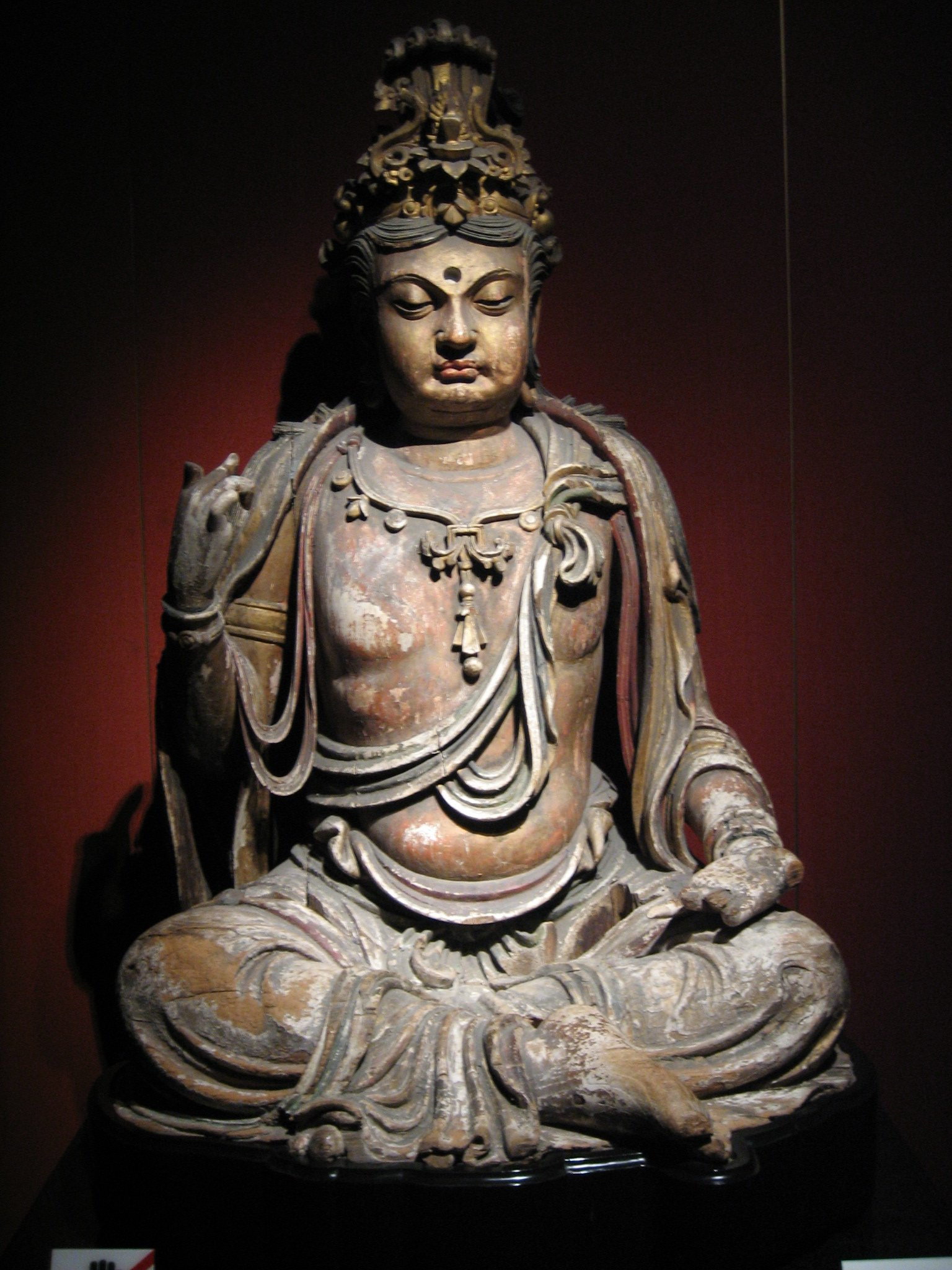
Statue assise de Bodhisattva, dynastie Jin (1115–1234).

Alors que la cour Song reste politiquement divisée et focalisée sur ses affaires internes, de nouveaux évènements alarmants dans l'État septentrional de Liao attirent finalement son attention. Les Jurchen, une tribu sujette de l'empire Liao, se rebellent contre ce dernier et forment leur propre État, la dynastie Jin (1115-1234). Le fonctionnaire Tong Guan (1054-1126) conseille alors à l'empereur Song Huizong (1100-1125) de former une alliance avec les Jurchen et leur campagne militaire conjointe conquiert avec succès les territoires de la dynastie Liao en 1125. Cependant, les Jurchen relèvent la piètre efficacité et la faiblesse de l'armée des Song. Ils brisent immédiatement l'alliance et lancent deux invasions en 1125 et en 1127. Au cours de la seconde, la capitale Kaifeng est capturée, ainsi que l'empereur retiré Huizong, son successeur Song Qinzong et la majeure partie de la cour impériale.
L'invasion a lieu au cours de l'année de Jingkang (chinois : 靖康) et est connue sous le nom d'Humiliation de Jingkang (chinois : 靖康之恥). Les forces Song restantes se regroupent alors sous les ordres de Song Gaozong qui s'est proclamé empereur (1127-1162) et se retirent au sud du fleuve Yangzi Jiang pour établir la nouvelle capitale de la dynastie Song à Lin'an (actuelle Hangzhou). La conquête par les Jurchen du Nord de la Chine et le transfert de capitale de Kaifeng vers Lin'an constitue la date de division entre la dynastie des Song du Nord et celle des Song du Sud.

### Les Song du Sud

Song du Sud en 1142.

Les Song maintiennent leur pouvoir au sud de la Chine de 1127 à 1276 (date de la reddition de l'impératrice avec remise à Kubilai Khan du grand sceau d'empire) ou 1279 (date de disparition des ultras qui s'étaient enfuis au sud).

#### Lutte contre les Jin et développement de la marine
Malgré leur défaite et leur repli au sud de la rivière Huai, les Song du Sud parviennent à soutenir leur économie et à se défendre contre les assauts de la dynastie Jin, grâce à des généraux expérimentés comme Yue Fei ou Han Shizhong. Le gouvernement s'engage dans la construction massive de navires et améliore ses ports par la construction de phares et d'entrepôts. Cette politique permet un développement du commerce maritime vers l'étranger à partir des ports de Quanzhou, Guangzhou ou Xiamen,,.
Afin de protéger les convois commerciaux sur la mer de Chine orientale, la mer Jaune, la mer d'Asie du Sud-Est, l'océan Indien et la mer Rouge, il est indispensable de composer une flotte de guerre performante. La dynastie Song instaure donc la première marine militaire permanente en 1132, avec un quartier général basé à Dinghai.
Grâce à elle, les Song peuvent faire face aux forces navales des Jin sur le fleuve Yangzi Jiang en 1161 au cours des batailles de Tangdao et Caishi. Ils utilisent des bateaux à roues à aubes sur lesquels des trébuchets envoient des bombes remplies de poudre à canon. Les forces Song de 3 000 hommes et 120 navires sont numériquement inférieures à celles des Jin de 70 000 hommes et 600 navires. Cependant, les Song sortent victorieux des deux affrontements grâce à la puissance destructrice de la poudre à canon et à la rapidité des bateaux à roues. La puissance maritime chinoise ira grandissante après cet épisode. Un siècle après sa création, elle recense ainsi 52 000 marins.
Pour contribuer à l'effort de guerre et financer la marine, le gouvernement est pourtant contraint de confisquer certaines terres appartenant à la noblesse locale. Ceci crée des dissensions et des ressentiments envers les dirigeants Song, mais ne ralentit pas les préparations de défense,,. Les problèmes financiers sont de plus aggravés parce que certaines grandes familles propriétaires de terres obtiennent des passe-droits, en utilisant leur réseau de connaissances au sein du gouvernement afin de ne pas payer de taxes.

#### Invasion du Nord par les Mongols
Le début du XIIIe siècle est marqué par l'intervention en Chine des Mongols, menés par Gengis Khan (r. 1206-1227). Ils attaquent le royaume des Jin pour la première fois en 1205. Le royaume des Jin est complètement soumis sous le règne de Gengis Khan. Son fils Ögödei met fin à la dynastie Jin et conquiert le royaume des Xia occidentaux,.
Pendant un certain temps, les Mongols sont alliés avec les Song, mais cette alliance est rompue lorsqu'après la chute des Jin les Song prennent possession des anciennes capitales de Kaifeng, Luoyang et Chang'an.
Möngke, Grand Khan des Mongols à partir de 1251, lance une campagne contre les Song en 1259, mais meurt le 11 août au cours du siège de Chongqing.

#### Kubilai Khan et la conquête mongole des Song du Sud
À partir de 1260 Kubilai Khan, frère de Möngke, poursuit l'assaut contre les Song, malgré des difficultés pour établir son pouvoir. Il occupe temporairement les rives méridionales du fleuve Yangzi Jiang et s'apprête à prendre Ezhou, mais l'approche d'une armée menée par son frère Ariq Böke le contraint à se retirer au Nord avec la plus grande partie de son armée. En l'absence du chef mongol, le Premier ministre Jia Sidao donne l'ordre aux forces Song de mener une attaque qui repousse les envahisseurs au nord du fleuve.
Des escarmouches mineures ont lieu aux frontières jusqu'en 1265, date à laquelle Kubilai remporte une importante bataille au Sichuan. Entre 1268 et 1273, il assiège Xiangyang, le dernier obstacle à la conquête du bassin du Yangzi. Kubilai déclare officiellement la création de la dynastie Yuan en 1271. En 1275, 130 000 soldats Song menés par Jia Sidao sont défaits par le nouveau général de Kubilai, Bayan.
En 1276, la plus grande partie des territoires Song sont conquis par les forces Yuan, et en février l'impératrice douairière se soumet, abdique avec le tout jeune empereur Song Gong. Kublai ayant ordonné d'épargner la famille impériale, Song Gong fut installé à Pékin avec le titre de duc de Ying ; plus tard il sera exilé au Tibet dans un monastère.
Des ultras Song s'étant enfuis au sud pour tenter d'organiser une résistance, ils sont écrasés définitivement en 1279 par le général Zhang Hongfan, lors de la bataille de Yamen sur le delta de la rivière des Perles. Leur dernier empereur, âgé de 8 ans, Song Bing, est entrainé dans la mort par Lu Xiufu, qui se suicide avec quelques centaines de membres de ce clan impérial.

## Administration de l'empire
La période de la dynastie Song voit le triomphe de l'élite de fonctionnaires marquée par son éducation lettrée, distinguée notamment par le rite de passage essentiel que constituent les concours impériaux, et son dédain pour ceux exerçant des fonctions non intellectuelles, comme les marchands et les militaires. Les élites administratives, en particulier ceux constituant l'administration centrale, purent s'exprimer et débattre très librement pour prononcer des avis sur la conduite des affaires de l’État, dans lesquelles les souverains ne jouèrent pas un rôle actif à partir du XIe siècle. Par opposition aux dynasties qui l'ont précédé et à celles qui à la même époque lui font face en Chine du Nord, le gouvernement des Song est peu porté vers les affaires militaires, préférant à plusieurs reprises acheter la paix plutôt que combattre, même si cette époque est marquée par d'importantes innovations dans les techniques militaires.

### Institutions centrales et conseillers politiques
Les structures de l’État Song sont mises en place sous les règnes de Taizong (976-997), durant les dernières décennies du Xe siècle. L'empereur est en principe assisté d'un conseil restreint définissant les lignes générales de la politique de l'empire, composé de cinq à neuf membres. Le gouvernement central reposait sur une organisation tripartite, simplifiant considérablement celle héritée des Tang, et la rendant plus efficiente : le secrétariat (zhongshumenxia) chargé de la justice et de la fonction publique ; le bureau des affaires militaires (shumiyuan) ; un bureau chargé de l'économie et des finances, les « trois services » (sansi), appelé ainsi parce qu'il était lui-même divisé en trois sous-services (monopoles, dépenses et population) eux-mêmes constitués de plusieurs sections gérant des affaires aussi diverses que les différentes taxes, l'entretien des voies d'eau, les constructions publiques, les monopoles sur le fer, le sel, le thé, les mines, etc.,.
La politique de l'empire est préparée par un ensemble de hauts fonctionnaires formulant des conseils, des projets, voire des plaintes, qui étaient étudiées, débattues et en principe décidée en dernier lieu par l'empereur. Le conseil, et également le bureau du censorat reçoivent et sélectionnent dans les faits les avis et définissent donc les lignes générales de la conduite de l’État. Au XIe siècle, le pouvoir est passé dans les mains des ministres. Cela coïncida avec une période marquée par une vie politique très intense, où les luttes de factions furent âpres (les « réformistes » comme Fan Zhongyan et Wang Anshi et les « conservateurs » comme Sima Guang, selon une vision courante sans doute un brin réductrice) et où les fonctionnaires participent plus activement que jamais dans l'histoire chinoise passée à la conduite des affaires de l'empire.

### Les examens impériaux et les élites administratives

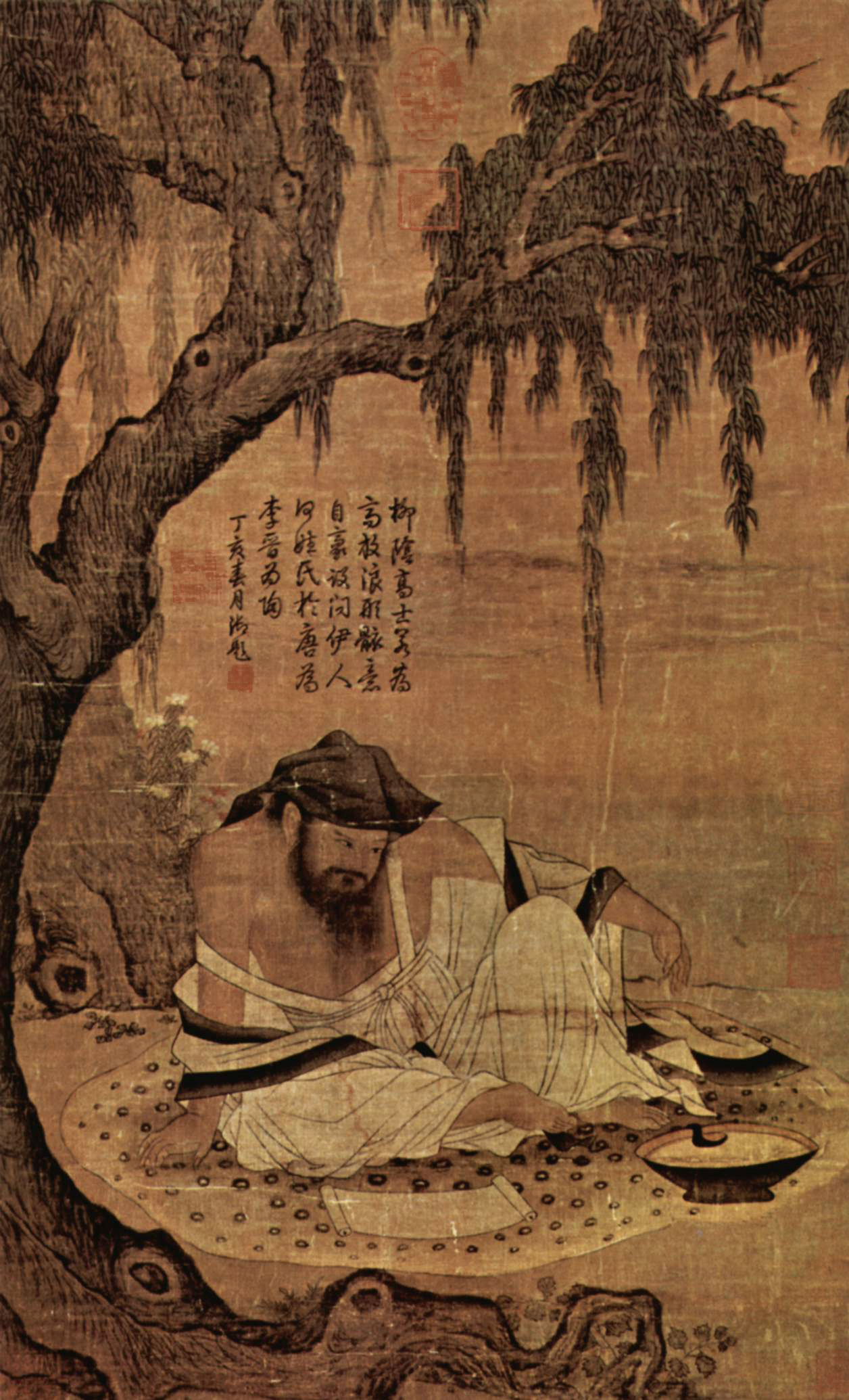
Érudit dans la prairie, peinture chinoise du XIIe siècle.

Durant la dynastie Song, un effort est fait sur le recrutement des fonctionnaires de la fonction publique. Celui-ci donne lieu à des examens impériaux qui permettent le recrutement de fonctionnaires à différents niveaux de responsabilité. Ces examens se déroulent sous forme de concours, dont le but est de recruter les personnes les plus capables pour la gouvernance. Sélectionner les hommes pour un poste en fonction de son mérite prouvé est une idée ancienne en Chine, mais difficilement mise en application. Le système de la fonction publique s'institutionnalise à petite échelle sous les dynasties Sui et Tang, mais la période Song devient la première époque à incorporer des fonctionnaires dans le gouvernement via des examens impériaux.
L'apparition généralisée de l'imprimerie permet la vaste diffusion des enseignements confucéens et l'éducation de plus en plus de candidats éligibles aux examens. Les effets de l'éducation se ressentent en examinant le nombre de postulants aux examens impériaux de faible niveau préfectoral. De 30 000 candidats par an au début du XIe siècle, ils sont plus de 400 000 à la fin du XIIIe siècle. La fonction publique et son système d'examens impériaux (notamment du Jinshi) permettent une plus grande méritocratie, mobilité et équité sociale dans la compétition qui oppose les prétendants à un poste dans le gouvernement. Selon les statistiques recueillies par l'État Song, Edward A. Kracke, Sudō Yoshiyuki et Ho Ping-Ti confirment que le simple fait d'avoir un père, un grand-père ou un arrière-grand-père fonctionnaire ne garantit plus d'obtenir un poste de même niveau dans le gouvernement,,. Robert Hartwell et Robert P. Hymes critiquent cette affirmation, indiquant qu'elle accorde trop d'importance à la famille nucléaire et aux trois derniers ascendants paternels du candidat et ignore la réalité démographique de la Chine à cette époque. Il existe en effet de nombreux hommes dans chaque génération qui n'ont plus de fils survivants et la famille élargie joue également un rôle important dans le réseau social de chacun,.
Toutefois, beaucoup d'hommes se sentent exclus de ce nouveau système qui favorise les classes aisées, les propriétaires terriens, qui sont les seuls capables de s'offrir une meilleure éducation. Une des plus grandes critiques littéraires de ce système émane du fonctionnaire et célèbre poète Su Shi. Alors que Su est un produit de ce temps, il critique l'identité, les habitudes et les attitudes des érudits fonctionnaires qui deviennent moins aristocratiques et plus bureaucratiques, en comparaison avec la période Tang. Au début de la dynastie Song, les postes gouvernementaux sont disproportionnellement occupés par deux élites sociales : une élite qui a des liens avec l'Empereur fondateur de la dynastie et une élite professionnelle semi-héréditaire qui utilise un statut de clan, des relations familiales ou des mariages pour assurer la pérennité de leurs positions. À la fin du XIe siècle, la première élite devient obsolète, pendant que le partenariat politique et le factionnalisme à la cour sapent la stratégie du mariage de la seconde. Ces deux élites sont peu à peu remplacées par une multitude de familles bourgeoises.

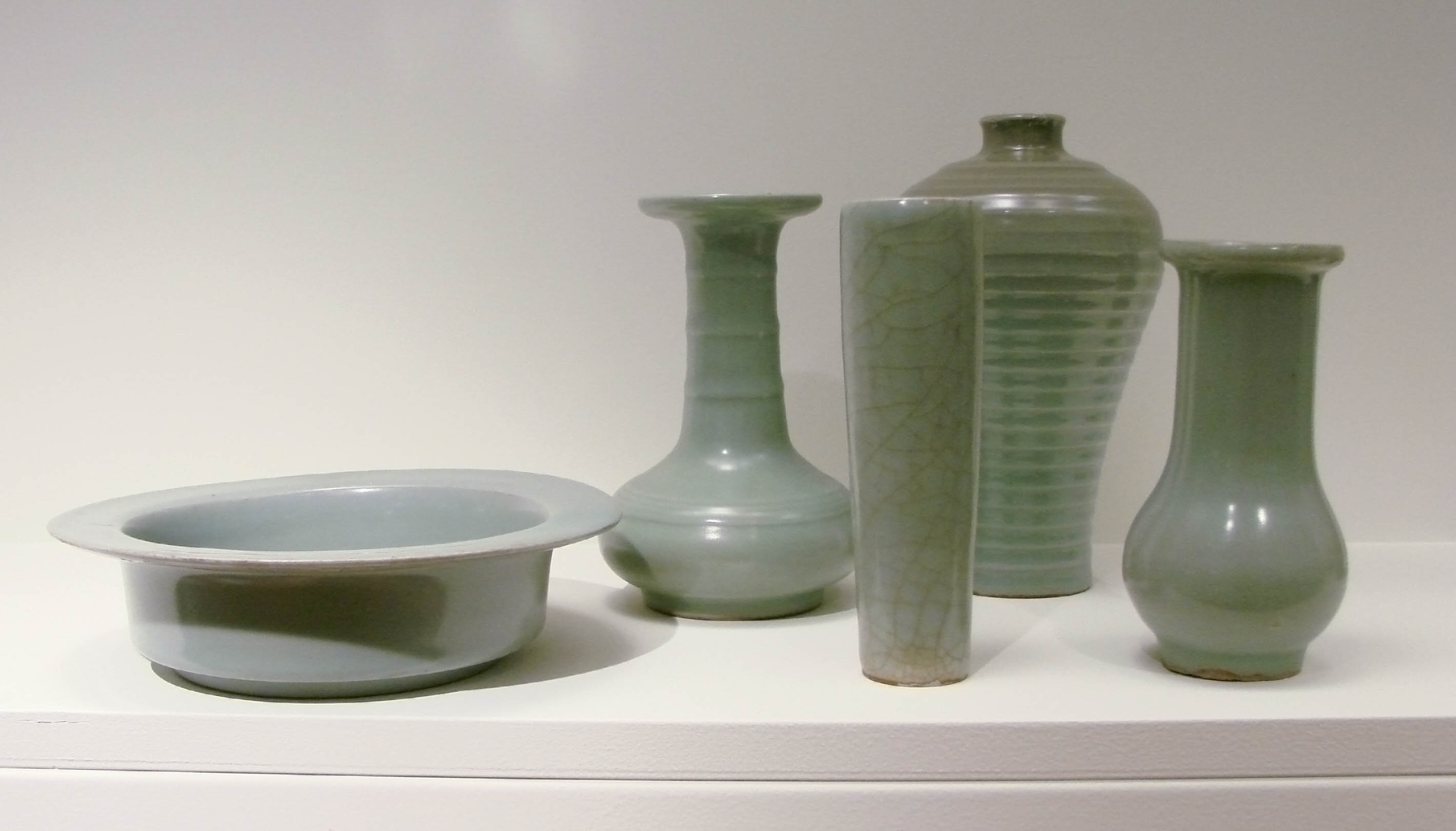
Ensemble de grès à couverte céladon. Chine du Sud, Zhejiang, Longquan, dynastie des Song du Sud, XIII. Musée Guimet, Paris.

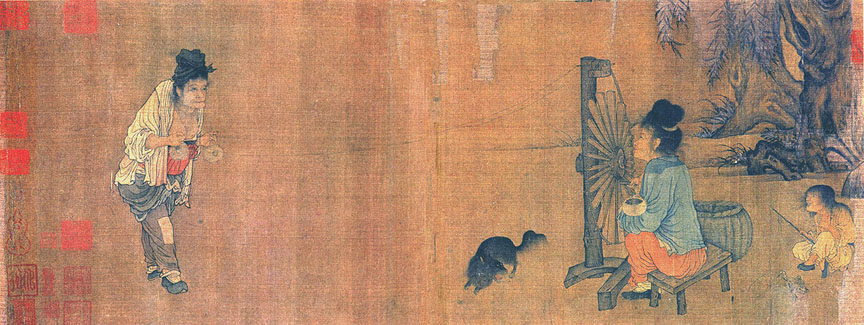
Le Rouet, peinture créée par l'artiste des Song du Nord Wang Juzheng, une des premières représentations de cette invention.

Un fonctionnaire érudit sera vu avec un regard désapprobateur par ses pairs s'il essaie d'engranger des profits en plus de son salaire officiel. Cependant, cela n'empêche aucunement beaucoup d'entre eux de gérer des relations d'affaires en utilisant des agents intermédiaires.

### Administration des provinces
Les circonscriptions administratives reprennent les cadres posés par les dynasties précédentes. Les districts (xian) sont l'unité de base. Certaines provinces plus importantes ont un aspect spécifiquement militaire ou industriel. Le gouvernement central dépêche souvent des commissaires, qui doivent exercer des missions déterminées, de nature économique, militaire ou judiciaire, suivant les circonstances. Le gouvernement met en place un système postal généralisé qui prend pour modèle celui instauré durant la dynastie Han. Le nouveau système postal permet d'accélérer la communication à travers l'empire. Le gouvernement central emploie ainsi plusieurs milliers de travailleurs postaux à divers rangs de responsabilités pour assurer le fonctionnement du système et des bureaux de poste.
À cause de la croissance importante de la population et du nombre volontairement réduit de fonctionnaires érudits (environ 20 000 durant la période Song), la bourgeoisie chinoise prend largement part aux problèmes de la population locale. Excluant les fonctionnaires érudits en poste, cette élite sociale est constituée de candidats aux examens impériaux, de jeunes fonctionnaires en attente d'affectation, de tuteurs locaux et de fonctionnaires à la retraite. Ils supervisent les problèmes locaux et supportent nécessairement les installations des communautés locales. Tout magistrat local nommé par le gouvernement doit coopérer plus ou moins avec les bourgeois locaux. Par exemple, le gouvernement Song — à l'exclusion du gouvernement réformiste de l'empereur Song Huizong — affecte une faible part des revenus de l'État à la maintenance des écoles de niveau préfectoral ou cantonal. Pour pallier cela, les écoles sont obligées de trouver la majorité de leurs fonds dans des financements privés. Ce rôle limité des fonctionnaires du gouvernement central prend son origine au début de la dynastie Tang (618-907), quand le gouvernement régule strictement les marchés commerciaux et les affaires locales. Désormais, le gouvernement se retire de la régulation du commerce et se repose sur une importante bourgeoisie locale pour gérer les affaires courantes des communautés locales. À destination des catégories sociales les plus démunies, il supporte de nombreux programmes sociaux, dont la création de maisons de retraite, de cliniques publiques et de cimetières pour les personnes les plus pauvres.

### Loi, justice et science médico-légale

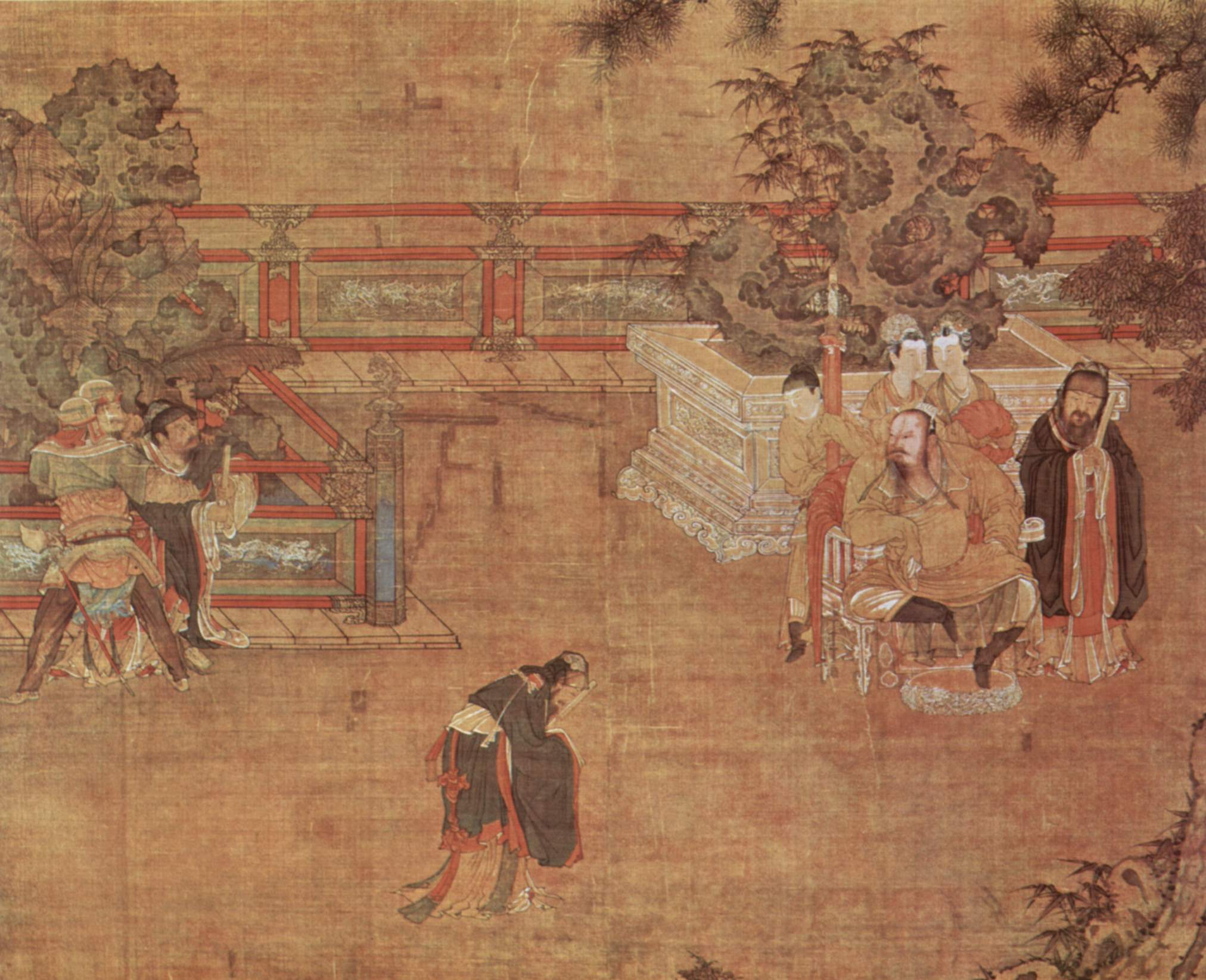
La balustrade cassée, peinture du début du XIIe siècle.

Le système judiciaire sous les Song conserve la plupart des codes juridiques de la dynastie Tang, qui constituent la base de la loi traditionnelle chinoise jusqu'à l'ère moderne. Des chefs mobiles de la police maintiennent la loi et l'ordre dans les juridictions municipales et se hasardent parfois au niveau cantonal. Les magistrats fonctionnaires supervisant les procès sont censés écrire les lois et promouvoir la moralité dans la société. Les magistrats tels que le fameux Bao Zheng (999-1062) incarnent la droiture, le juge moral qui fait respecter la justice et qui ne faillit jamais à vivre pour ses principes. Les juges de cette époque déterminent les coupables dans une affaire criminelle et font appliquer les sanctions, souvent sous la forme de bastonnades,. Une personne emmenée coupable devant la cour dans une affaire criminelle ou civile n'est pas perçue comme complètement innocente jusqu'à preuve du contraire, alors même que les accusateurs sont vus avec suspicion par le juge. À cause du coût important d'une procédure judiciaire, le peuple préfère généralement régler les disputes et les querelles en privé, sans interférence de la cour.
Le Mengxi Bitan de Shen Kuo dénonce les croyances traditionnelles chinoises en matière d'anatomie, ce qui éperonne l'intérêt pour les autopsies en Chine durant le XIIe siècle,. Le physicien et juge Song Ci (1186-1249) écrit un travail pionnier en science médico-légale sur l'examen des corps afin de déterminer la cause du décès (strangulation, empoisonnement, noyade, coups, etc.) et de prouver si la mort résulte d'un meurtre, d'un suicide ou d'un accident. Song Ci insiste sur l'importance de la bonne conduite des examens par le médecin légiste et sur l'enregistrement méticuleux de chaque autopsie par un clerc officiel.

### Armée et stratégie militaire

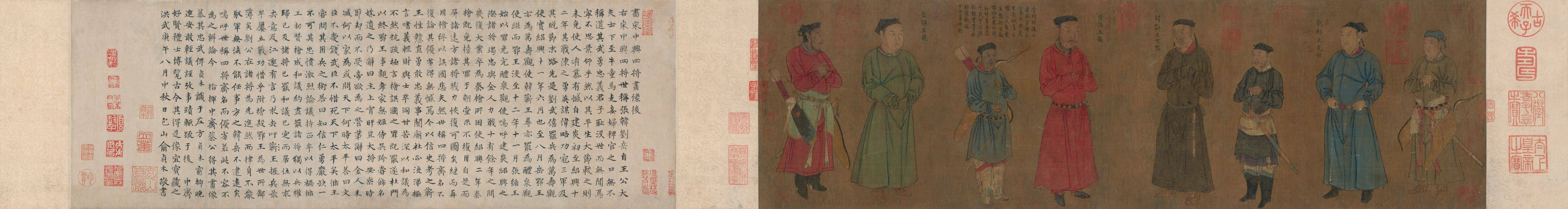
« Quatre généraux de Zhongxing » par l'artiste des Song du Sud Liu Songnian (1174–1224) ; le renommé général Yue Fei (1103–1142) est la seconde personne en partant de la gauche.

L'armée Song est surtout organisée pour ne jamais pouvoir menacer le contrôle impérial, souvent au détriment de l'efficacité en temps de guerre. Le conseil militaire des Song du Nord est dirigé par un chancelier, qui ne possède aucun contrôle direct sur l'armée impériale. La responsabilité de l'armée impériale est répartie dans les mains de trois maréchaux, chacun nommé indépendamment par l'Empereur. Alors que ce dernier mène rarement en personne les campagnes, les forces Song manquent d'unité au commandement. La cour impériale croit souvent que des généraux victorieux peuvent menacer l'autorité royale et les remplacer voire les exécuter (elle craindra particulièrement Li Gang, Yue Fei et Han Shizhong).
Bien que les soldats soient considérés comme inférieurs dans la hiérarchie sociale par les fonctionnaires érudits, il est possible d'acquérir un certain statut et un certain prestige dans la société en devenant officier de haut rang et en remportant un certain nombre de batailles. À son apogée, l'armée Song compte un million de soldats divisés en pelotons de 50 troupes, en compagnie de deux pelotons et en bataillons de cinq cents soldats,. Les arbalétriers sont séparés de l'infanterie et placés dans une propre unité, proposant une force de frappe efficace contre les charges de cavalerie. Le gouvernement est enthousiaste pour financer la conception de nouvelles arbalètes à plus longue portée, permettant une utilisation des arbalétriers en tant que tireurs embusqués. La cavalerie Song emploie un grand nombre d'armes différentes, dont des hallebardes, des épées, des arcs, des piques et des ancêtres des fusils et des grenades.
La stratégie et l'entraînement militaires sont considérés comme une science qui doit être étudiée et perfectionnée. Les soldats sont testés sur leurs compétences en maniement des armes et sur leurs capacités athlétiques. Les troupes sont formées pour suivre les signaux standards pour avancer selon les mouvements de bannières et pour s'arrêter au son de cloches et de tambours.
La marine Song a une grande importance pour la consolidation de l'Empire au Xe siècle. Pendant la guerre contre les Tang du Sud, la marine Song utilise des tactiques pour défendre d'importants ponts flottants sur le fleuve Yangzi Jiang afin de sécuriser les mouvements de troupes et les ravitaillements. De grands navires de guerre permettent de transporter mille soldats sur leurs ponts, alors que les bateaux à roues à aubes rapides constituent l'essentiel de la flotte d'attaque dans des batailles navales victorieuses,.
Selon le texte historique Song Shi compilé en 1345, un total de 347 traités militaires sont rédigés durant la période Song. Cependant, seulement une poignée d'entre eux nous sont parvenus, dont le Wujing Zongyao écrit en 1044. Il s'agit du premier livre connu qui liste des formules de poudre à canon pour l'utilisation de différentes sortes de bombes. Ce traité fournit également une description détaillée et des illustrations de lance-flammes à pompe, mais également des instructions pour la maintenance et la réparation d'équipements militaires.

## Aspects sociaux, économiques et culturels

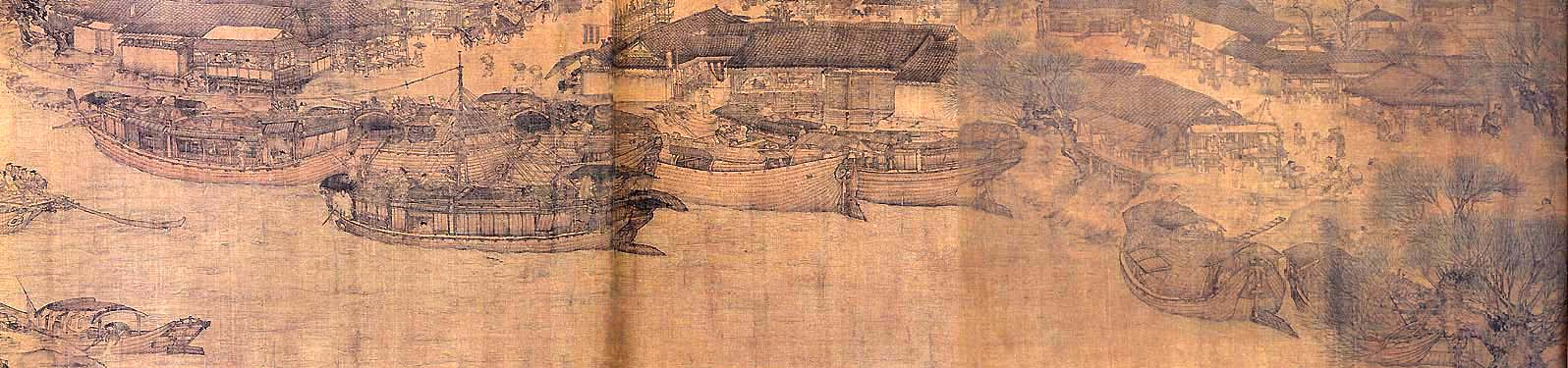
Peinture de jonques par Zhang Zeduan (1085–1145), extrait de la toile Le Jour de Qingming au bord de la rivière.

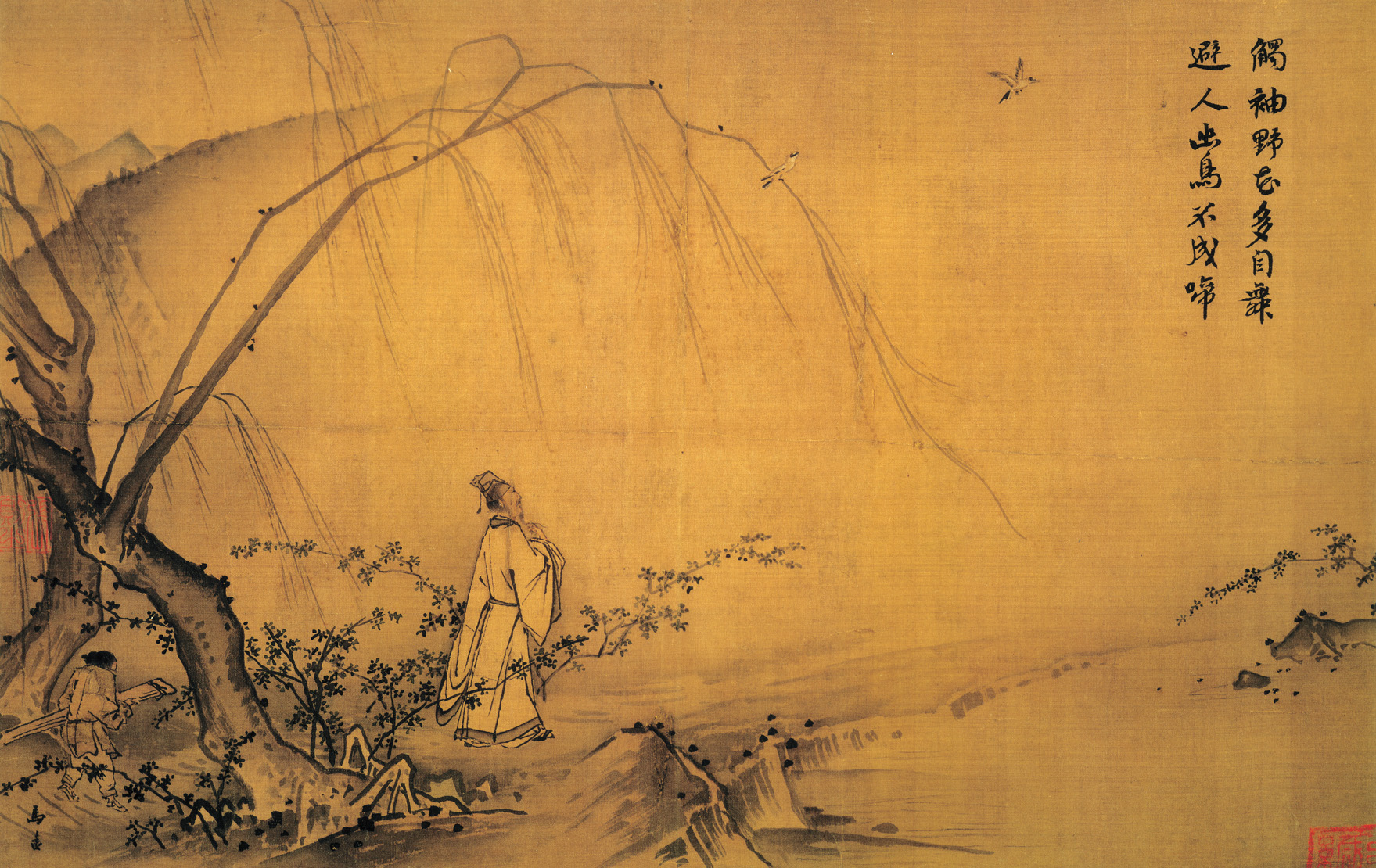
Ma Yuan, Marcher sur un chemin de montagne au printemps. Feuille d'album, Song du Sud. Encre et couleurs légères sur soie, 27 × 43 cm. Musée national du palais de Taipei.

L'économie repose avant tout sur une agriculture de plus en plus performante qui permet d'alimenter une croissance démographique remarquable. La majorité de la population constitue une société rurale qui n'en reste pas moins inégalitaire, les grands domaines, surtout ceux spécialisés dans les cultures spéculatives qui profitent de la croissance des échanges internes, employant de nombreux dépendants sur lesquels la tutelle des grands propriétaires s'exerce de façon marquée.
Les différents progrès techniques de cette période soutiennent également cette expansion économique. À la fois les entreprises privées et publiques répondent aux besoins de la croissance démographique,. Les entrepreneurs chinois de cette époque investissent leurs fonds dans des sociétés par actions et dans de nombreux navires alors que le gain monétaire est assuré par le vigoureux commerce à l'étranger et le commerce intérieur le long du Grand Canal et du fleuve Yangzi Jiang. Les échanges à longue distance, de plus en plus dominés par le commerce maritime, poursuivent leur essor dans la continuité des périodes précédentes. Les éminentes familles de marchands et les entreprises privées sont autorisées à s'occuper des sociétés qui ne sont pas encore sous le contrôle du monopole gouvernemental,. L'État joue un rôle considérable dans les différentes activités économiques, par l'importance des prélèvements qu'il perçoit, mais aussi parce qu'il possède de vastes domaines agricoles, des ateliers artisanaux et dispose de monopoles sur les échanges de certains produits, et qu'il a le privilège de l'émission de la monnaie, qui occupe une place croissante dans l'économie chinoise sous les Song. Une de ses réponses à l'essor commercial de l'époque fut notamment l'émission du premier système viable de papier-monnaie à avoir été expérimenté.
L'époque Song est également marquée par un essor urbain important, en particulier celui des deux capitales, Kaifeng et Hangzhou. Les villes sont des centres artisanaux et commerciaux majeurs, et sont également au cœur de la vie culturelle. Il s'agit d'abord de la culture des élites lettrées qui administrent l'empire et disposent du statut social le plus valorisé, qui se manifeste notamment par les arts des lettrés (calligraphie, peinture, poésie) et les réflexions « philosophiques », où se mêlent les héritages de la domination du bouddhisme et des pensées naturalistes de l'époque médiévale au retour en force des pensées inspirées par la tradition confucianistes. La culture « populaire » s'exprime en particulier dans les espaces de loisirs des villes, profitant en particulier du relâchement du contrôle étatique sur les activités urbaines (développement des petits commerces, des représentations théâtrales, et autres espaces et occasions de sociabilité).

### Agriculture et société rurale
L'agriculture durant cette période est particulièrement prospère. Le gouvernement incite ses sujets à augmenter la surface de terres cultivées. Afin de soutenir la croissance des terres arables, il lance en parallèle des travaux importants d'irrigation augmentant aussi les rendements. Sur la période Song, les documents fiscaux montrent que la Chine fait plus que tripler sa surface agricole, ce qui permet d'améliorer considérablement sa production,. Cette époque est également une période riche en innovations techniques agricoles. Les ingénieurs chinois améliorent les outils hérités de la dynastie Tang et inventent de nouvelles techniques, telles que le semis à cheval ou encore la roue d'eau, qui permet un arrosage des terres qui l'entourent.
Les céréales dominent largement les cultures. Le nord est traditionnellement le domaine du millet, de l'orge et du blé. Au sud, le riz domine largement, et la productivité est très importante dans les régions les plus chaudes et humides du centre et du sud, notamment celles de Suzhou et de Changzhou dans le delta du Yangzi Jiang qui sont les plus exportatrices. La croissance de la productivité rizicole est permise à cette période par l'introduction d'une nouvelle variété de riz, provenant du Champa (sud-est de l'actuel Viêt Nam), plus résistante que les variétés utilisées auparavant, et qui peut être récoltée deux fois par an sur les meilleures terres irriguées. D'autres cultures viennent compléter celles des céréales sur de nombreuses exploitations, notamment le soja et divers fruits et légumes. Certaines régions chinoises se spécialisent dans certaines cultures. Le coton apparaît en Chine sur l'île de Hainan. La vallée du lac Tai acquiert quant à elle une réputation sur la culture de la canne à sucre, apparue en Chine à l'époque des Royaumes combattants. La culture du thé connaît également un important essor durant les Song. La production impériale est par ailleurs développée dans la plantation Beiyuan, dans la préfecture du Fujian.
L'agriculture est donc la base de la richesse de l'Empire Song, avant tout par le système de la fiscalité qui regroupe les terres en différentes catégories en fonction de leur taille. Les documents fiscaux révèlent une profonde inégalité dans les structures agraires, puisque les exploitations les plus riches dominent une large partie de la surface cultivée, tandis que les charges reposent plus sur les exploitations de taille moyenne qui soutiennent donc l'enrichissement de l'État (en moyenne à hauteur de 10 % de leur production agricole annuelle), alors que les plus grands propriétaires bénéficient d'exemptions et autres privilèges. Cette situation se détériore tout le long de la période, malgré des tentatives de réforme, ce qui aboutit à la croissance du nombre de fermiers pauvres et d'ouvriers agricoles ne possédant pas de terre. Les grands propriétaires disposent alors de vastes domaines privés, les « fermes-jardins » (zhuangyuan), comprenant parfois plusieurs villages. Ils mettent les terres en location ou bien les font exploiter directement, souvent sous le contrôle d'un intendant car elles préfèrent ne pas résider à la campagne. En plus d'exercer une tutelle économique sur les paysans travaillant sur leur domaine, ils disposent d'une véritable autorité sociale, juridique, de type clientéliste (ils leur fournissent des résidences, du matériel d'exploitation, des bêtes, exercent un droit de regard sur les unions matrimoniales, etc.), qui place les seconds dans une véritable situation de dépendance.

### Artisanat

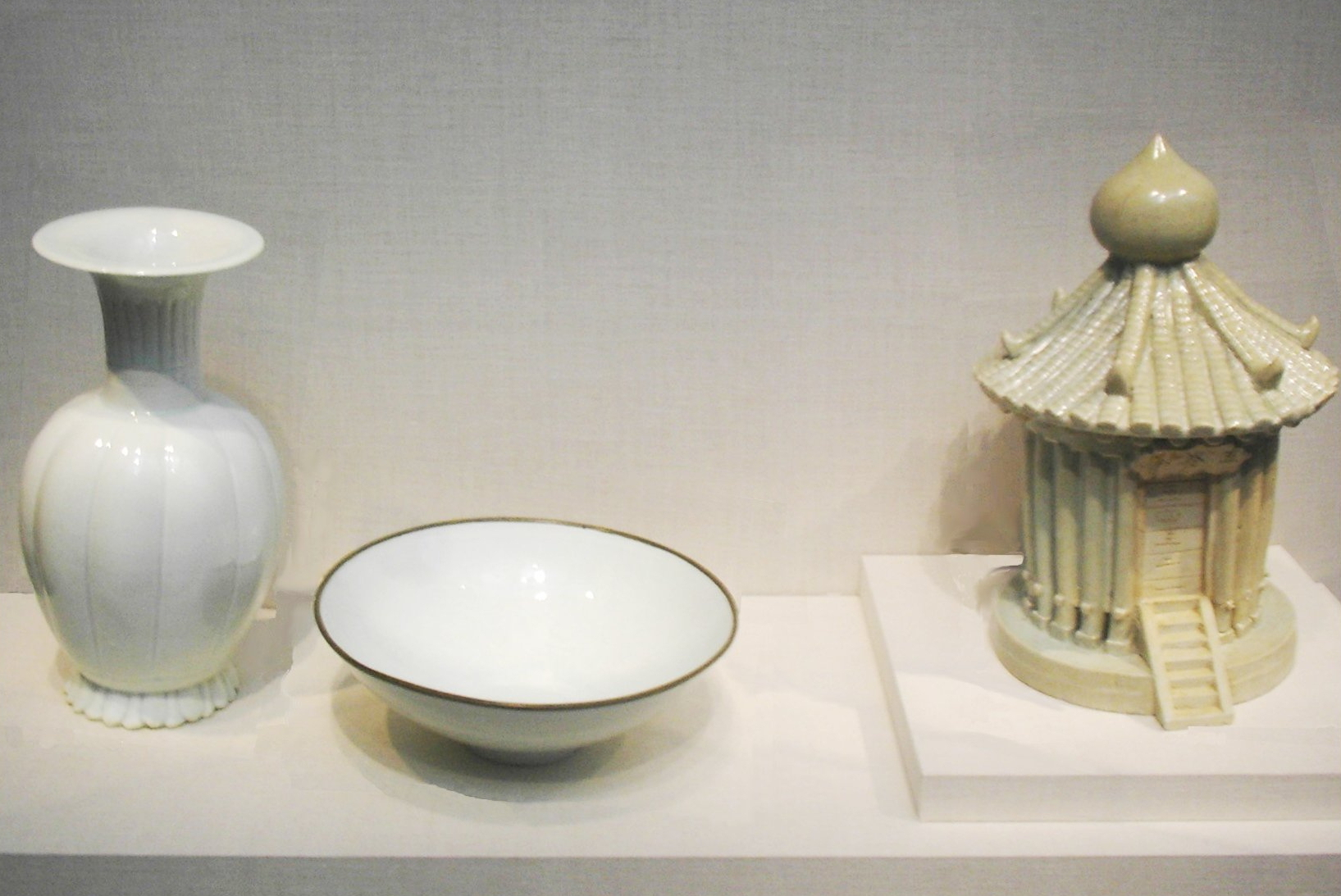
À gauche : vase des Song du Nord avec une glaçure transparent teintée de bleu, de Jingdezhen, XIe siècle ; au centre : bol des Song du Nord décoré de lotus et une glaçure transparente teintée de bleu, de Jingdezhen, ; à droite : maquette d'un grenier des Song du Sud avec un couvercle et une porte détachables, en porcelaine qingbai avec glaçure transparente teintée de bleu, Jingdezhen, XIIIe siècle.

En milieu urbain, les artisans forment des sortes de guildes avec lesquelles l'État doit traiter pour la perception des taxes, la réquisition de marchandises et l'établissement des salaires de base et des prix des marchandises,. L'artisanat voit sa main-d'œuvre augmenter grâce à l'afflux de populations démunies venues des campagnes qui sont généralement très mal payées, et les corporations se chargent de l'organisation du marché du travail. Il s'agit là généralement d'un artisanat de luxe très divers et éclaté entre une grande variété de producteurs, destiné à satisfaire les besoins des élites urbaines.
L'activité métallurgique est en pleine expansion sous les Song. Elle est menée à la fois par des entrepreneurs privés qui possèdent leurs propres fonderies et par des fonderies contrôlées par le gouvernement. L'économie de la dynastie Song est suffisamment stable pour aboutir à une production annuelle de plusieurs milliers de tonnes de fonte, voire plusieurs dizaines de milliers,. La déforestation à grande échelle se serait poursuivie en Chine au XIe siècle sans l'innovation consistant à utiliser de la houille plutôt que du charbon de bois dans les hauts fourneaux pour la fonte du fer. La majeure partie de cette fonte est réservée à un usage militaire pour la fabrication d'armes ou d'armures pour les troupes, mais une partie est utilisée pour façonner de nombreux objets en fer afin de répondre à la demande du marché local. Ces progrès de la production métallurgique sont permis par une exploitation plus intensive des ressources minières (fer, cuivre, étain, plomb, etc.), permise par l'ouverture de nouvelles mines, notamment au sud de l'Empire, et la mise au point de nouvelles techniques (utilisation d'explosifs). L'État dispose de ses propres mines, et collecte au titre de taxe une partie de la production des mines privées.
D'autres activités artisanales connaissent une grande croissance, comme la céramique, avec le développement de la technique de la porcelaine qui assure à la Chine un grand prestige dans ce domaine dans les échanges internationaux pour de nombreux siècles. Dans le domaine du textile, l'artisanat de la soie connaît aussi une période florissante, avec la mise au point de nouvelles machines. La production artisanale est donc très diverse, profite du développement considérable des échanges qui lui offre des débouchés considérables à l'intérieur de l'Empire, mais aussi à l'extérieur. De plus en plus de villes et de régions peuvent alors se spécialiser dans des productions spécifiques pour lesquelles elles gagnent une grande réputation.

### Échanges intérieurs et monnaie

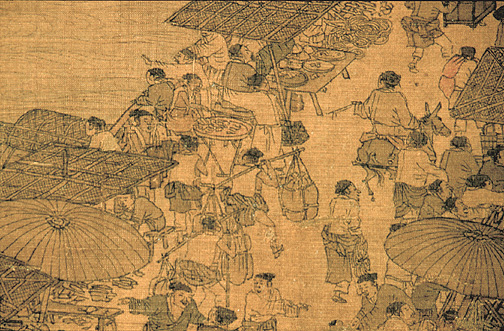
Peinture d'un marché lors d'une fête religieuse, détail de la toile Le Jour de Qingming au bord de la rivière de Zhang Zeduan (1085–1145).

Les échanges intérieurs à l'empire profitent d'un réseau de transport très performant, largement hérité des efforts d'aménagement des dynasties précédentes, et qui fait l'objet de nouveaux efforts de la part de l'administration des Song. Le Nord dispose du réseau le plus développé au début de la période, que ce soient par voie terrestre avec des voies disposant de relais, auberges, courriers et tours de garde à intervalles réguliers, ou par voie navigable avec les nombreux canaux. Dans le Sud, c'est essentiellement ce dernier trafic qui se développe sous les Song, avec la construction de nombreux canaux, et une majeure partie des échanges se fait par bateau. Ce réseau de transport d'une densité incomparable dans le monde d'alors est maillé par de nombreux centres urbains importants qui sont autant de lieux de production, d'échanges et de consommation qui animent les échanges intérieurs et fonctionnent parfois comme interfaces avec l'extérieur. Les besoins alimentaires de ces villes animent un important commerce de denrées, avant tout les céréales, qui est la base de l'enrichissement de nombreux marchands. De même, le développement d'une « bourgeoisie » urbaine, enrichie par les activités de ces villes et des campagnes avoisinantes, assure une demande croissante en biens luxueux et raffinés, qui anime de nombreux circuits d'échange.
L'État est également un acteur important de cette circulation de produits divers. Il ne cherche plus à contrôler les prix et ne procède pas à des réquisitions, mais se procure les produits dont il a besoin par le moyen de prélèvements sur une partie des produits échangés à l'intérieur comme aux frontières. Il développe également des monopoles commerciaux dirigés par des fonctionnaires, parfois avec l'aide de marchands privés, notamment pour les besoins croissants de ses armées. Les taxes commerciales et les monopoles finissent sans doute par dépasser sous les Song du Sud les revenus des taxes foncières. Ce système a cependant le défaut d'inciter certains marchands à la fraude et à la contrebande.

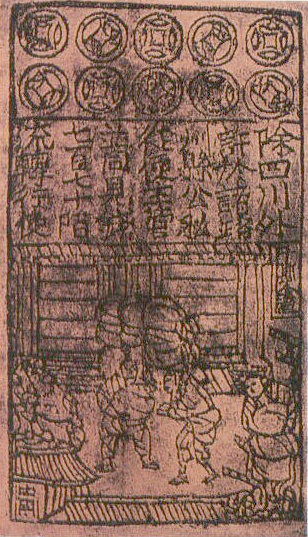
Un jiaozi, papier-monnaie de la période Song.

Cette croissance des échanges intérieurs implique une évolution des moyens des échanges, à savoir la monétisation croissante de l'économie. La production annuelle de monnaie frappée en cuivre atteint en 1085 six milliards de pièces. L'avancée la plus notable dans l'économie des Song est la diffusion pour la première fois au monde par le gouvernement de titres de paiement imprimée sur papier, connue notamment sous le nom de jiaozi. Cette invention trouve son origine dans les certificats de dépôt émis par des bureaux de l'État en faveur de marchands, qui développaient aussi à cette période divers instruments d'échanges (lettre de change, billet à ordre) qui permettaient d'éviter des transporter sur de longues distances des espèces métalliques lourdes et précieuses. Par ailleurs, l'économie florissante et la forte augmentation de l'offre de produits sur le marché entraînent à cette époque une pénurie de cuivre, qui ne permet plus de frapper suffisamment de pièces de monnaie en métal. Pour imprimer les billets de banque, la cour impériale met en place un bureau du Trésor et plusieurs ateliers contrôlés par le gouvernement dans les villes de Huizhou, Chengdu, Hangzhou et Anqi. De nombreux ouvriers sont recrutés pour la production des billets de banque. Ainsi, l'atelier de Hangzhou enregistre en 1175 plus d'un millier de travailleurs quotidiens. Il a fallu faire face rapidement à l'émission de faux billets.
Ce qui peut être considéré comme le premier système viable de papier-monnaie de l'histoire a connu une histoire chaotique. L'utilisation des billets se développant beaucoup, l'État finit par en émettre de plus en plus. Les valeurs faciales augmentant, il apparaît bientôt qu'il n'y a plus assez de réserves de monnaie métallique disponibles en cas d'échange. Inflation et dévaluation se font jour, notamment en période de guerre quand le besoin de liquidités se fait sentir, du fait de la thésaurisation. Finalement, la monnaie de papier perd la confiance de ses utilisateurs, vaut de moins en moins, et finit par ne plus être acceptée. À la veille de l'invasion mongole, le système n'est plus viable et s'effondre. L'empereur Ming Renzong en interdit l'usage.

### Échanges avec l'extérieur

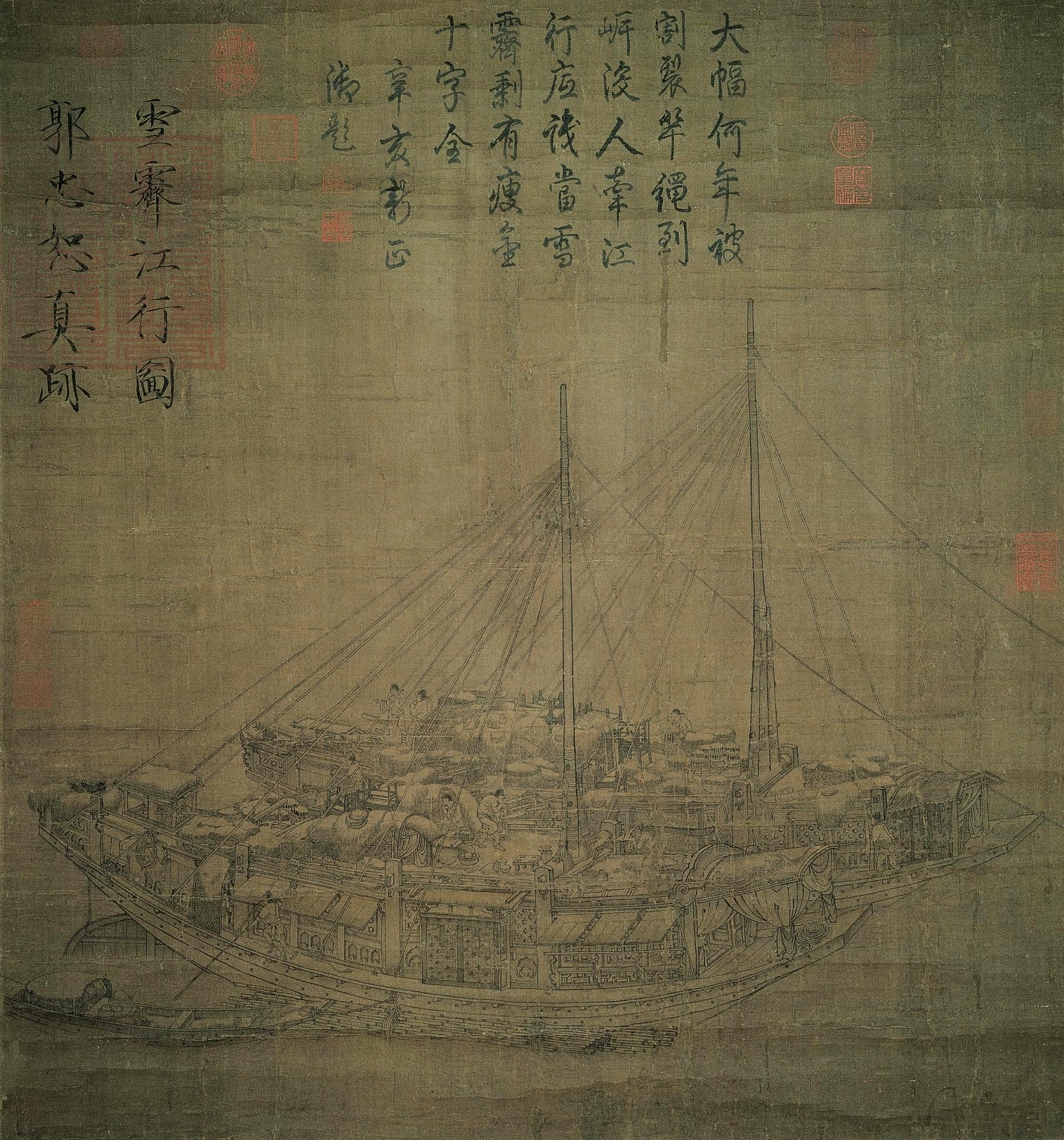
Peinture de bateaux de commerce de la période Song.

La puissance économique de la Chine des Song se répercute dans les échanges extérieurs et influence même les économies étrangères. La période des Song voit la Chine développer considérablement ses relations avec l'extérieur, grâce à l'expansion des échanges maritimes. Ils se substituent aux échanges terrestres avec l'Asie centrale qui étaient auparavant dominants et qui perdent désormais en importance du fait de la situation politique dans cette région, et des relations conflictuelles avec les royaumes du nord et de l'ouest (Liao, Jin, Xi Xia). La Chine a des échanges largement déficitaires avec ces derniers en raison des tributs qu'elle leur verse régulièrement et de la contrebande qui s'y effectue à ses dépens. Ceci a pour effet de permettre à ces royaumes de financer leur survie sur le dos de la puissance économique chinoise,. Les marchands chinois entrent donc en contact plus poussé avec les réseaux commerciaux maritimes très intenses de l'Asie du Sud-Est et de l'océan Indien. Le géographe marocain Al Idrisi écrit en 1154 sur la prouesse des navires marchands chinois sur l'océan Indien et sur leurs voyages annuels pour apporter fer, épées, soie, velours, porcelaine et divers textiles dans des lieux tels qu'Aden (Yémen), les fleuves Indus et Euphrate dans l'actuel Irak. C'est en effet à cette période qu'apparaît la grande jonque à coque rectangulaire et à gouvernail axé, permettant la navigation en haute mer, apparue sans doute dans le delta du Yangzi Jiang. Elle est de grande taille, dispose de quatre à six mâts, de grandes voiles et d'une capacité de transport considérable. L'usage de la boussole pour le transport maritime se développe également sous les Song, allant de pair avec les progrès de la cartographie et de la connaissance du monde extérieur. Ainsi, l'expansion maritime de la Chine des Song est la conséquence de nombreuses innovations qui ont été approfondies au cours des dynasties précédentes, qui assurent une supériorité incontestable aux Chinois dans la navigation.
Les étrangers, en retour, impactent également l'économie chinoise. Par exemple, beaucoup de musulmans d'Asie occidentale et centrale viennent en Chine pour commercer, devenant ainsi une force éminente dans l'industrie d'importation et d'exportation de l'empire, alors que certains sont nommés officiers pour superviser la situation économique,. Le commerce maritime avec le Pacifique du Sud-Est, le monde hindou, le monde islamique et l'Afrique de l'Est apporte une grande fortune aux marchands et incite à une forte croissance de l'industrie navale de la province de Fujian. Cependant, les expéditions si loin de la Chine ne sont pas sans risques. Afin de réduire les risques de pertes économiques au cours de missions de commerce maritime vers l'étranger, les historiens Ebrey, Walthall et Palais écrivent :
« Les investisseurs [de la période Song] avaient pour habitude de diviser leur investissement en plusieurs navires, et chaque navire était soutenu par plusieurs investisseurs. Un observateur pensa que l'investissement dans le commerce à l'étranger le mènerait à la fortune. Il écrivit, « les habitants des territoires côtiers ont des accords intimes avec les marchands qui s'engagent dans le commerce extérieur, soit parce que ce sont des compatriotes soit parce qu'ils sont des connaissances personnelles… [Ils donnent aux marchands] de l'argent qu'ils emportent sur leurs bateaux pour acheter et ramener des marchandises étrangères. Ils investissent de dix à cent ligatures de pièces, et font régulièrement des profits de plusieurs centaines de pour cent. »
Ainsi, le commerce extérieur s'intensifie sous la dynastie Song. Une cinquantaine de pays ont des relations commerciales avec la Chine à cette époque, dont Ceylan, Langkasuka (sur la péninsule Malaise), Samboja, Bornéo, Kelantan, Champa, Chenla, Java, l'Inde, Calicut, Bengale, La Mecque, l'Égypte, Bagdad, l'Irak, la dynastie Almoravides, la Sicile, le Maroc, la Tanzanie, la Somalie, les îles Ryūkyū, la Corée et le Japon. Des perles, de l'ivoire, des cornes de rhinocéros, de l'encens, du corail, de l'agate, des carapaces de tortues et des roses sont importés en contrepartie des pays arabes et de Samboja, les herbes médicinales de Java, le ginseng, l'argent et le cuivre viennent de Corée.

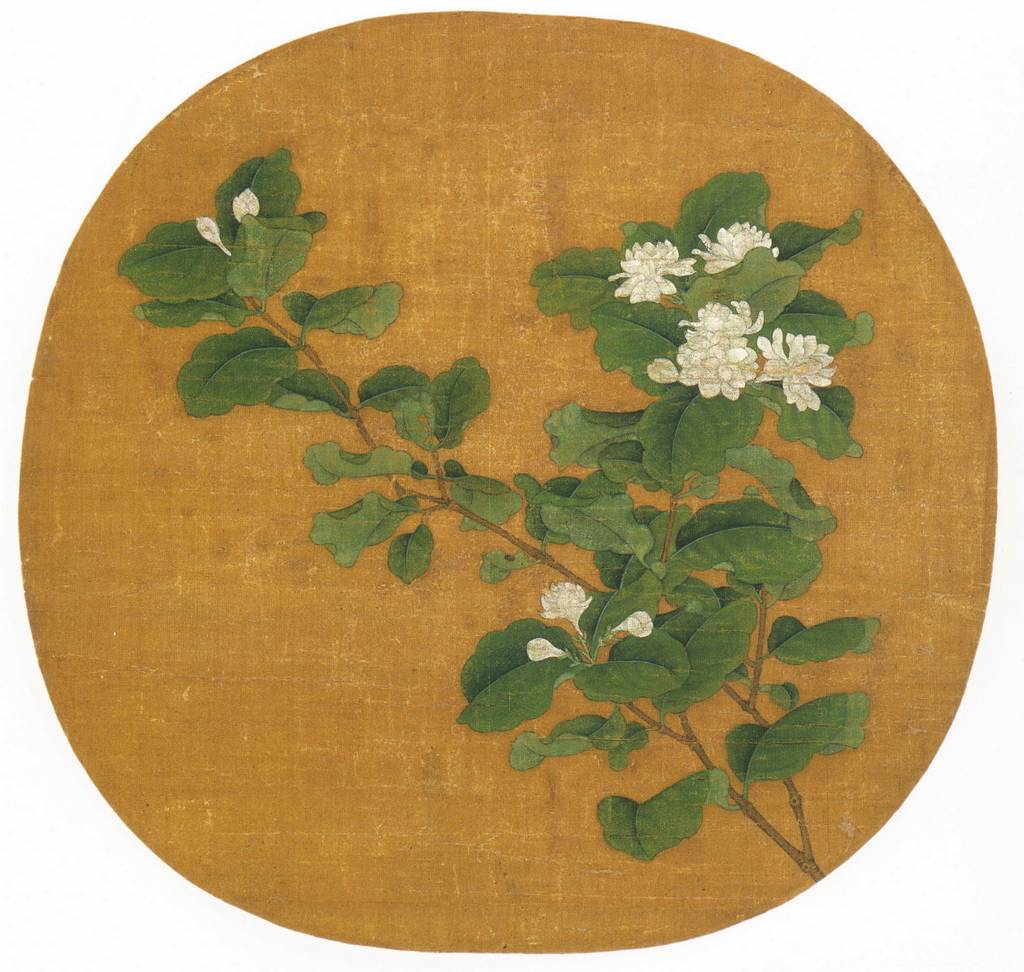
La branche de jasmin blanc, peinture du début du XIIe siècle. Les petites peintures représentant des scènes de natures réalistes sont très populaires au cours de la période des Song du Sud.

### Condition féminine
Bien que les femmes aient un rang social moins élevé que les hommes (selon les principes confucianistes), elles jouissent de nombreux privilèges sociaux et légaux, et exercent un pouvoir considérable à la maison et dans leurs petites entreprises personnelles. Alors que la société Song devient de plus en plus prospère et que les parents des mariées paient des dots de plus en plus généreuses, les femmes acquièrent naturellement de nombreux droits de propriété. Elles ont notamment un statut égal à celui des hommes dans les questions d'héritage. Le nombre de femmes éduquées augmente sensiblement, ce qui leur permet d'éduquer plus efficacement leurs fils au cours de leur petite enfance,. Ainsi, la mère du scientifique, général, diplomate et homme politique Shen Kuo lui a elle-même enseigné l'essentiel des stratégies militaires. La dynastie Song connaît également un certain nombre de femmes écrivaines et poétesses exceptionnelles, comme Li Qingzhao (1084-1151).

### Villes et culture urbaine
L'essor urbain semble marqué durant la période Song, profitant d'un exode rural motivé à la fois par les difficultés des paysans pauvres les incitant à quitter les campagnes, tandis que la myriade de petits métiers urbains qui se développent en raison de la richesse de l'économie et des élites citadines offre de nombreuses opportunités d'emplois, l'amélioration des moyens de transport facilitant grandement la mobilité des personnes. La Chine comprend alors certaines des plus grandes villes du monde : la population de Kaifeng ou Hangzhou, les deux capitales successives, dépasse le million d'habitants à leur apogée,, tandis que d'autres grandes villes se développent dans les provinces, notamment sur les axes fluviaux et côtiers.

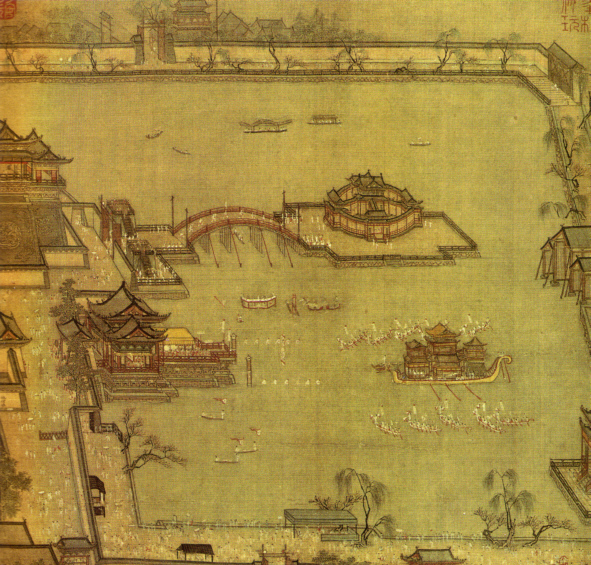
Jeux dans le bassin de Jinming, peinture sur soie par Zhang Zeduan, représentation de Kaifeng, période des Song du Nord.

Kaifeng (Henan), capitale des Song du Nord entre 960 et 1126, dispose d'une enceinte remontant à l'ère des Tang, mais l'habitat, les commerces et les marchés se sont déjà étendus au-delà, le long des voies de communication, ce qui a déjà motivé la construction d'une enceinte extérieure en 954, qui est pourtant dépassée par l'urbanisation dès le début des Song. Hangzhou (ou Xingzai, la « capitale provisoire » ; aujourd'hui au Zhejiang), capitale des Song du Sud à partir de 1127, connaît un développement encore moins contrôlé : coincée sur les 2 à 3 kilomètres séparant le fleuve Qiantang à l'est et le lac artificiel de l'Ouest, qui sert à alimenter le Grand Canal, elle s'étire sur 5 kilomètres du nord au sud, et sa topographie ne se prête pas à un plan tracé au cordeau. Le palais impérial est situé au sud, entouré de résidences des élites administratives et marchandes, et à proximité du port principal. Là aussi l'enceinte ne marque plus la limite de l'espace urbanisé dès les débuts de l'époque Song.
Le développement spontané de ces villes tranche singulièrement avec l'ordonnancement de la capitale des Tang, Chang'an, ville aristocratique aux rues tracées au cordeau formant un plan en damier. C'est que les villes de l'époque médiévale doivent de plus en plus leur essor à l'expansion du commerce et des métiers urbains, et non plus aux initiatives du pouvoir politique, dont les ambitions régulatrices sont de plus en plus timides : fin des spécialisations des quartiers intra-urbains, permettant le développement des commerces et des loisirs dans tout l'espace urbain et plus seulement dans des espaces précis et très surveillés, et donc l'affirmation de la rue comme lieu de vie et de sociabilité dans toute la ville ; fin des enceintes protégeant les quartiers et fermés la nuit lors du couvre-feu ; ce dernier fut finalement aboli à Kaifeng en 1063, permettant à la vie nocturne de s'épanouir.
Il en résulte une vie urbaine particulièrement intéressante et riche. Le peuple prise les grandes festivités religieuses telles que la fête des lanternes et Qingmingjie. Certains quartiers proposent en permanence des divertissements divers et variés. On y rencontre fréquemment des marionnettistes, des acrobates, des comédiens, des avaleurs de sabres, des charmeurs de serpents, des conteurs, des chanteurs, des musiciens ou des prostituées. Les gens peuvent sortir et se distraire dans des maisons de thé, des restaurants ou des banquets organisés,,. Ils se rendent dans de nombreux clubs sociaux, comme des clubs de thé, de cuisine exotique, d'antiquaires et de collectionneurs d'art, équestres, de poésie ou de musique. Parmi les activités urbaines, l'opéra chinois est très populaire aussi bien dans l'élite que dans le peuple. Les quatre principales salles de théâtre à Kaifeng peuvent ainsi accueillir plusieurs milliers de spectateurs chacune. Il existe également d'autres passe-temps notables auxquels le peuple s'adonne tels que le jeu de go ou le xiangqi (échecs chinois). Les conteurs publics font également partie des distractions urbaines.

### Arts et lettres

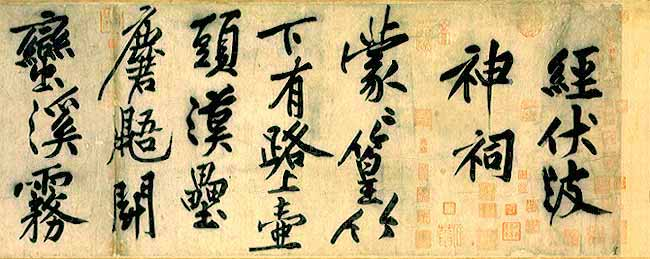
Calligraphie de Huang Tingjian (1045–1105).

Les lettrés de l'époque Song affectionnent en premier lieu les arts de la poésie, de la peinture et de la calligraphie, qui se complètent pour permettre l'expression des talents et du tempérament de leurs auteurs, et manifester leur capacité à canaliser et maîtriser leur énergie vitale (qi). C'est l'aboutissement d'une longue réflexion qui avait déjà fait l'objet de nombreux traités durant les périodes précédentes. Deux des plus brillants lettrés des Song du Nord, Su Shi (1037-1101) et son comparse Mi Fu (1051-1107) sont ainsi reconnus pour leurs talents de poètes, de peintres et de calligraphes, qu'ils ont notamment développés en collectionnant ou empruntant puis copiant des œuvres des grands lettrés du passé, suivant les habitudes des lettrés.
C'est une période de plein épanouissement de la culture chinoise dans les domaines de la peinture, à l'encre sur soie et sur papier. La peinture de paysage en particulier est très bien considérée : Fan Kuan au début de la dynastie ; Zhang Zeduan (1085-1145) est connu pour sa vaste peinture de paysage panoramique, Le Jour de Qingming au bord de la rivière ; Ma Yuan (v. 1190-1230), l'un des plus grands maîtres de l'école des Song du Sud. Dans le cadre de la cour, la peinture de fleurs et oiseaux est promue par l'empereur Huizong, lui-même un artiste renommé tout autant qu'un mécène et un collectionneur. L'art du portrait (Li Gonglin et ses cavaliers) ainsi que la peinture des moines du bouddhisme chan (Liang Kai, connu pour ses peintures du poète Li Bai et d'un immortel) ont également laissé plusieurs œuvres remarquables de l'époque Song. L'empereur Song Gaozong quant à lui lance un projet massif d'art durant son règne, connu sous le nom de Dix huit chansons à la flûte nomade. Ce projet artistique est un geste diplomatique vers la dynastie Jin alors que l'empereur négocie la libération de sa mère détenue par les Jürchens au Nord. La poésie voit quant à elle le développement du genre du ci, poème à chanter dans lesquels excellent Su Shi et Huang Tingjian (1045-1105).

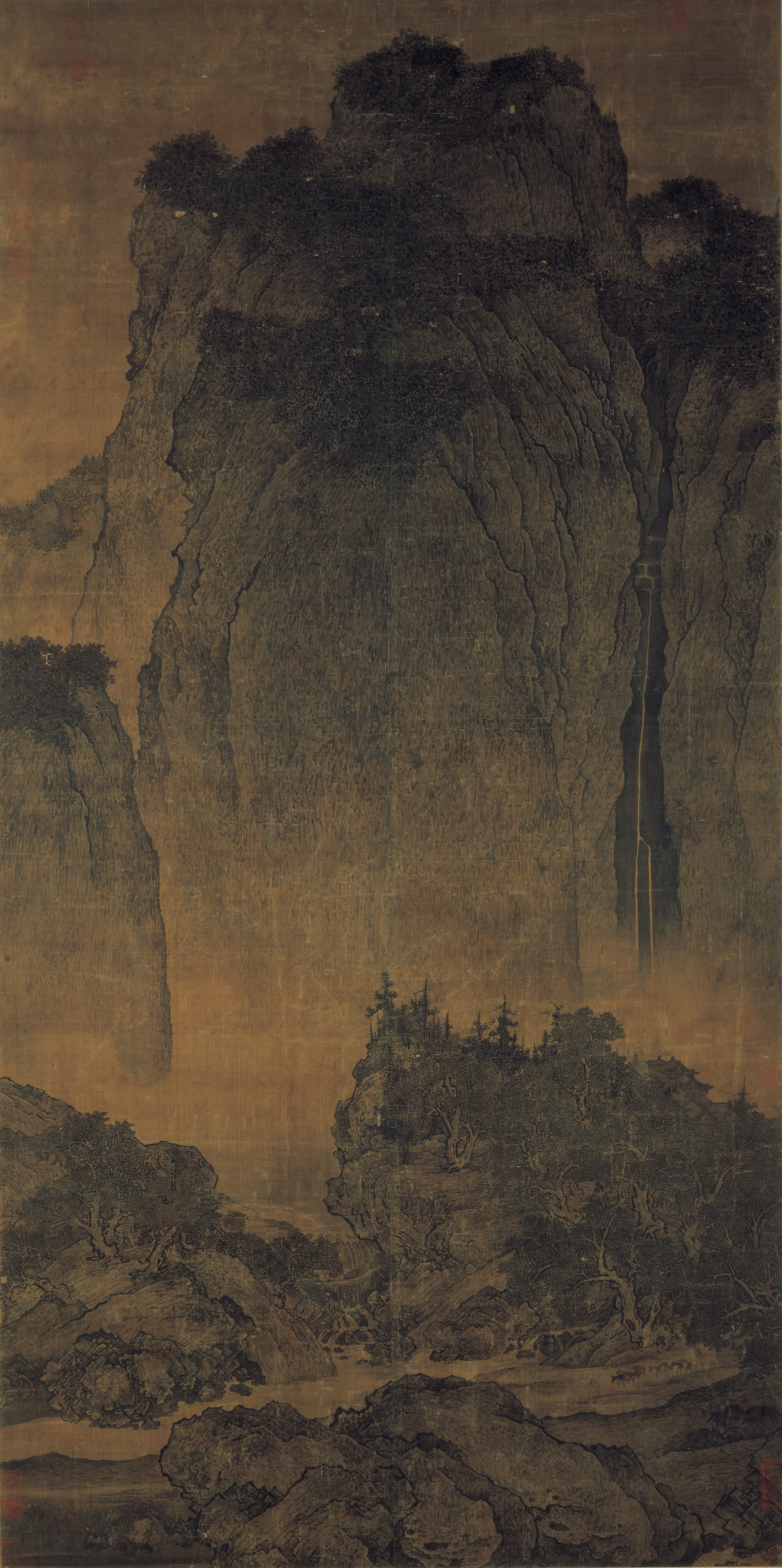
Voyageurs parmi les torrents et les montagnes, Fan Kuan, (actif vers 1023-1031), Song du Nord, rouleau vertical, encre et couleurs sur soie, 206,3x103,3cm. Musée national du Palais, Taipei.
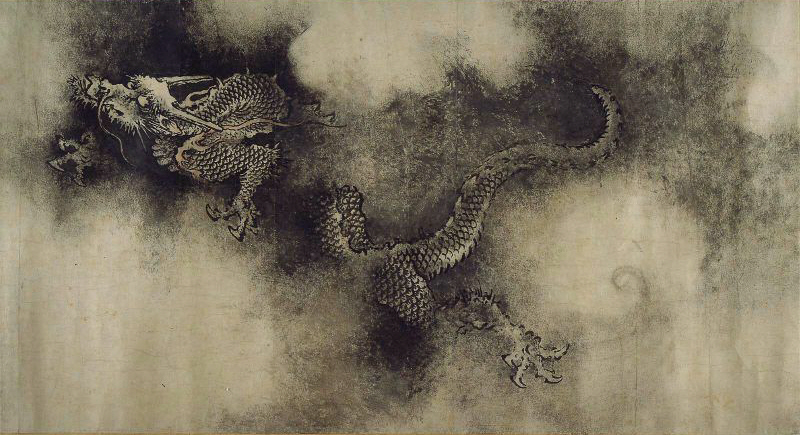
Un des Neuf dragons, Chen Rong, 1244, détail d'un rouleau horizontal, encre et rehauts de rouge sur papier, 46,3x1096,4cm. Boston, Museum of Fine Arts, Francis Gardner Curtis Fund.
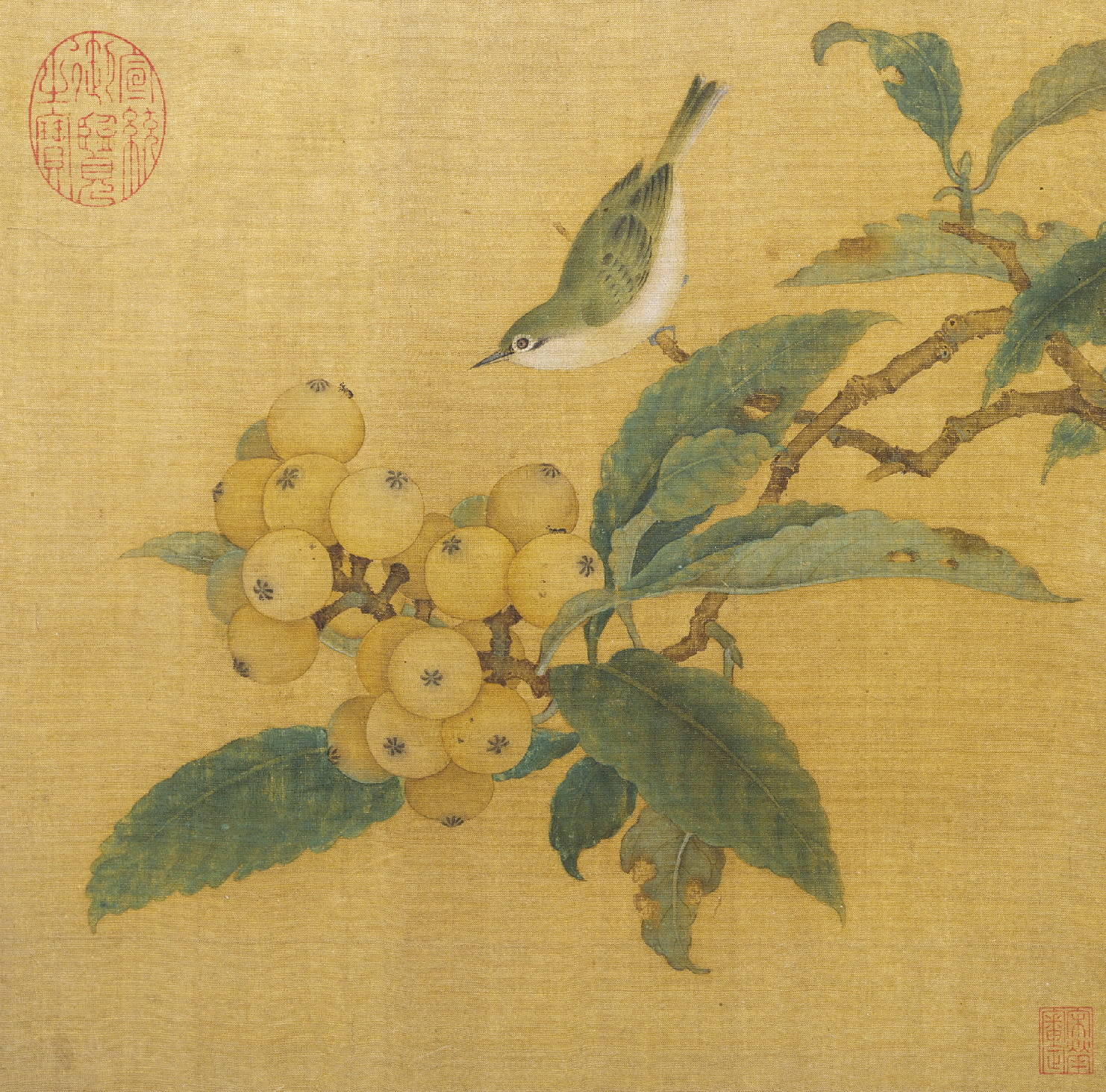
Rossignol sur une branche de Bibaces (néflier), peintre anonyme des Song du Sud, encre et couleurs sur soie, 26,7 × 27,3cm. MET NY (collection John Stewart Kennedy).
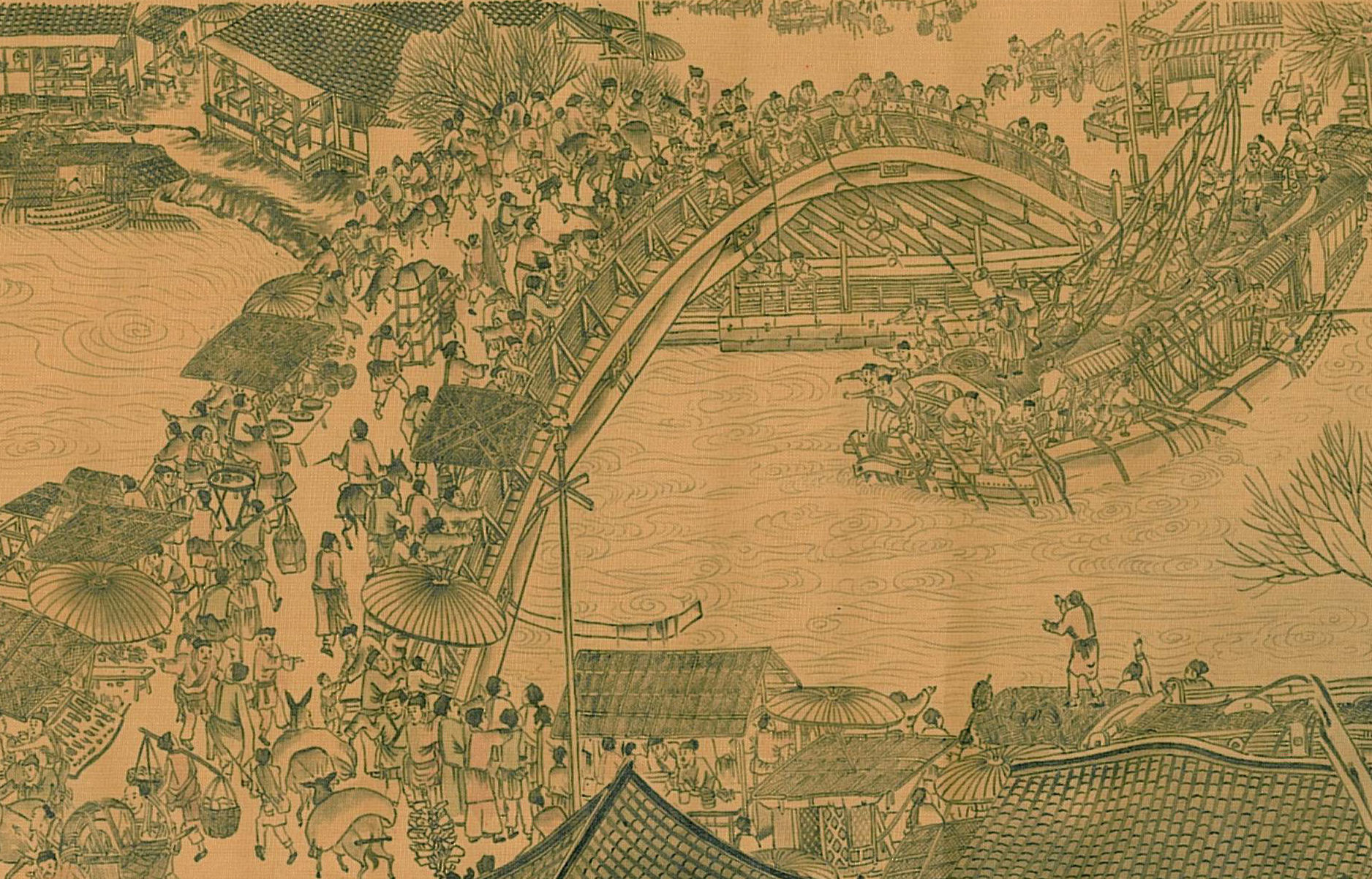
Zhang Zeduan, Le Jour de Qingming au bord de la rivière, détail : scène de marché sur un pont. XIIe siècle, musée national du Palais (Taipei).
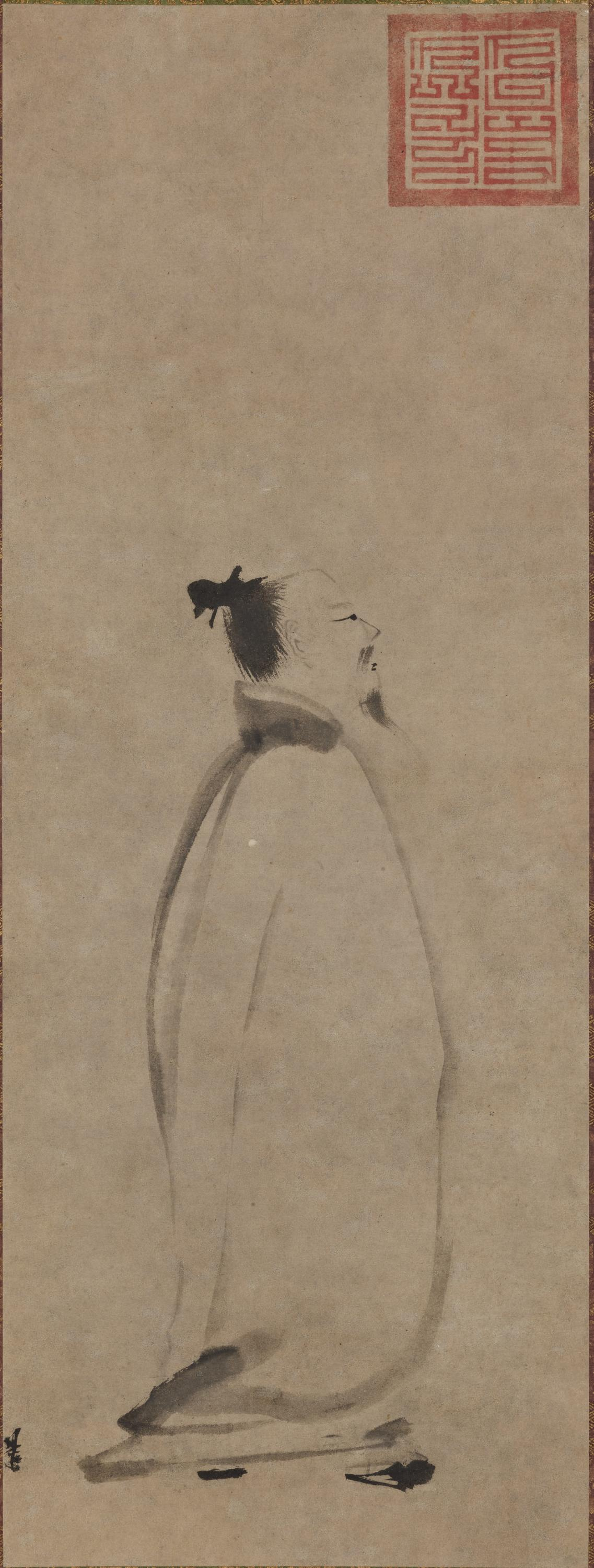
Liang Kai, Li Bai disant un poème, 81,1 × 30,5 cm. Tokyo, National Museum.
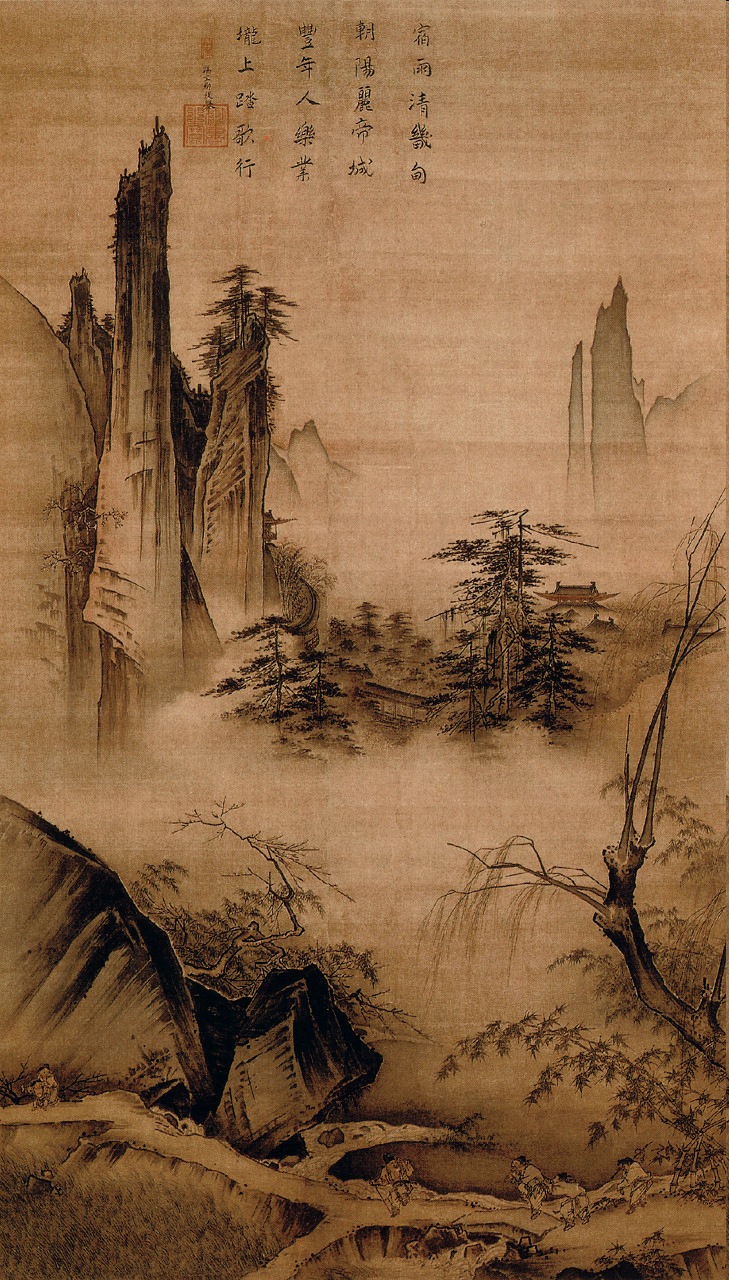
Ma Yuan, Le chant des premières pousses printanières foulées au pied, début du XIIIe siècle. Rouleau vertical, encre et couleurs sur soie, 191,8 × 104,5 cm. Musée du Palais, Pékin.

Les autres genres littéraires, certes jugés moins nobles, sont également marqués par des œuvres marquantes. D'énormes anthologies et encyclopédies sont compilées, en premier lieu ceux que la postérité a retenus comme les « quatre grands livres des Song» (Song si dashu) composés entre la fin du Xe et le début du XIe siècle : le Wenyuang yinghua, anthologie littéraire ; le Taiping yulan, encyclopédie de 1 000 chapitres ; le Taiping guangji, compilant des contes et histoires fantastiques ; le Cefu yuangui, constitué de textes politiques. Dans le domaine de l'histoire, le Zizhi Tongjian compilé dans 1 000 volumes de 9,4 millions de sinogrammes par Sima Guang (1019-1086) marque une étape majeure dans la tradition historiographique chinoise, couvrant l'histoire de la Chine depuis la fin du Ve siècle av. J.-C. jusqu'aux débuts des Song et reprenant de nombreux documents analysés de manière critique. Le genre de littérature chinoise du voyage se popularise également avec les écrits des géographes Fan Chengda (1126-1193) et Su Shi, qui a écrit un carnet de voyage connu sous le nom de Souvenirs de la Montagne de Cloche de Pierre. Dans cet ouvrage, l'auteur utilise une écriture persuasive pour appuyer un point philosophique. Le domaine des traités scientifiques et techniques (botanique, zoologie, architecturaux, médicaux, archéologiques, etc.) connaît également un développement remarquable, en lien avec l'esprit érudit, compilateur et les innovations de l'époque.

### Religion et pensée

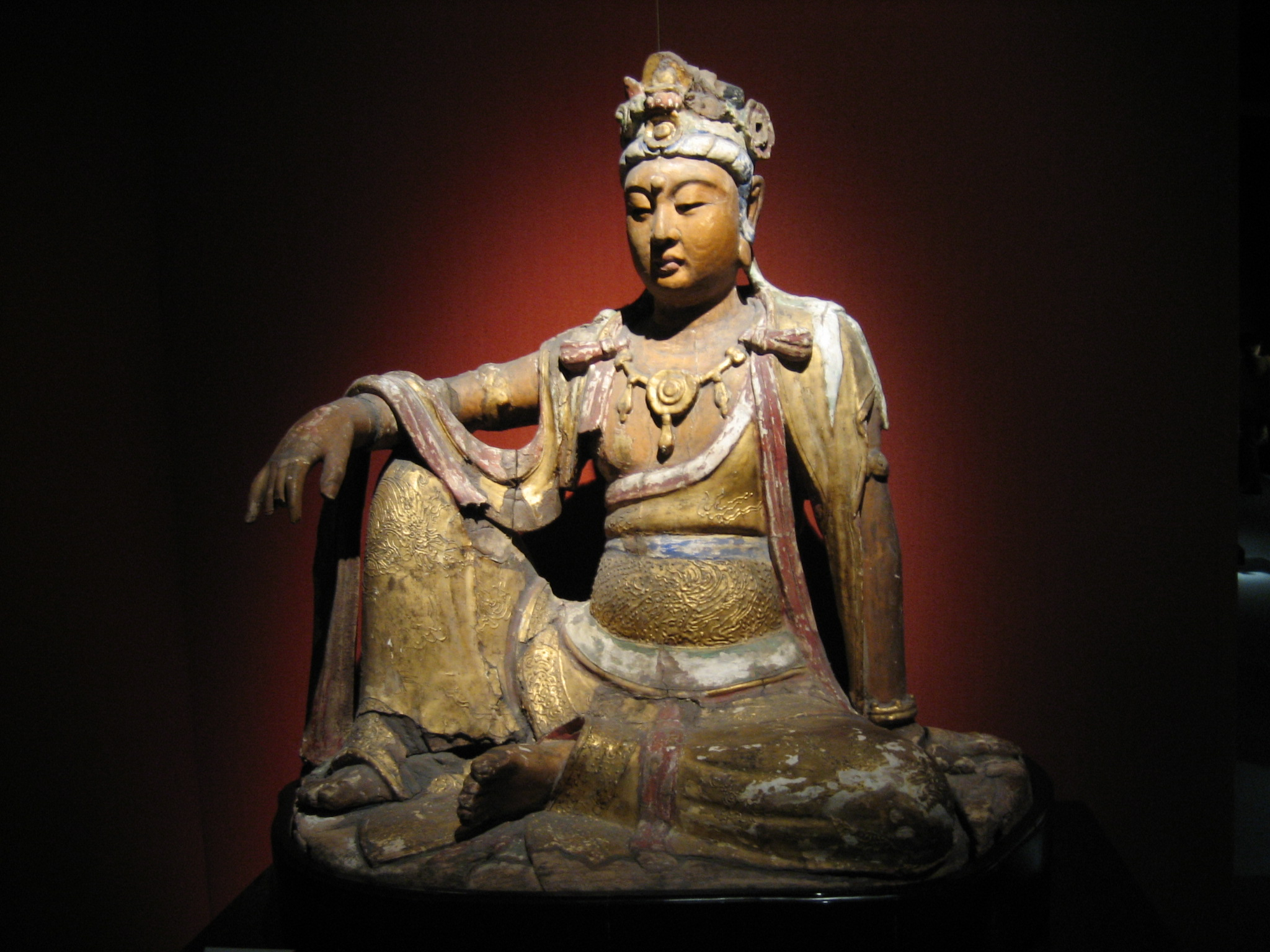
Statue en bois de Bodhisattva de la dynastie Song (960–1279).

Les religions en Chine durant cette période ont une grande influence dans la vie, les convictions et les activités quotidiennes des personnes et la littérature chinoise spirituelle est également très populaire. Les principales divinités du taoïsme et du bouddhisme, les esprits des ancêtres et de nombreuses divinités de la religion traditionnelle chinoise sont vénérés par des sacrifices. Tansen Sen affirme que plus de moines bouddhistes en provenance d'Inde voyagent en Chine durant la dynastie Song que lors de la précédente dynastie Tang (618-907). Plusieurs groupes d'étrangers voyageant dans l'empire du Milieu pour commercer ou pour s'installer apportent de nouvelles religions. Parmi les minorités religieuses dans le pays, on trouve des musulmans du Moyen-Orient, des Juifs de Kaifeng et des Persans manichéens,.
Dans le domaine de la pensée pensée, le bouddhisme chinois voit son influence diminuer, dans la continuité de la fin de la période Tang, face au retour en grâce du confucianisme parmi les élites et dans les cercles du pouvoir. Pourtant, bien que le retour du Confucianisme séduise les élites chinoises, le bouddhisme commence petit à petit à prendre de l'influence. Il demeure encore très encré, populaire et aussi influent dans les arts comme la peinture et la sculpture, surtout pour représenté les divinités. Il fait face à de dures critiques : Ouyang Xiu (1007-1072) compare cette religion à un fléau qui n'a pour unique remède que son déracinement de la culture chinoise et son remplacement par les discours confucéens. Le retour de ce dernier courant de pensée, après avoir été relégué au second plan durant l'époque médiévale, est un phénomène majeur de l'histoire de la pensée chinoise, souvent qualifié de « néoconfucianisme ». C'est en fait un confucianisme très marqué par les réflexions bouddhistes, ébauché sous les Song du Nord par Cheng Yi (1033-1107) et son frère Cheng Hao (1032-1095), encore très influencés par la pensée de la religion indienne, mais aussi par les lettrés politiciens Sima Guang et Su Shi. Il triomphe sous les Song du Sud avec les travaux de Zhu Xi (1130-1200), qui marquent un tournant dans l'histoire de la pensée chinoise,. Il commente les classiques confucéens et surtout un autre groupe d'écrits de la tradition confucéenne antique qu'il réhabilite, les « Quatre Livres » : les Entretiens de Confucius, la Grande Étude, l'Invariable Milieu et surtout le Mencius dont il reprend la conception de la morale et de la bonté innée de l'être humain. Bien que ses écrits ne soient pas directement acceptés par ses contemporains, ce sont eux qui ont eu le plus d'influence par la suite ; dès 1241, avec le soutien de l'empereur Song Lizong, les Quatre Livres et leurs commentaires par Zhu Xi deviennent un standard pour les étudiants candidats aux examens impériaux,. Le Japon et la Corée adoptent également l'enseignement de Zhu Xi, connu sous le nom de Shushigaku (朱子学, école de Zhu Xi) au Japon et Jujahak (주자학) en Corée.

### Cuisine et habitudes vestimentaires

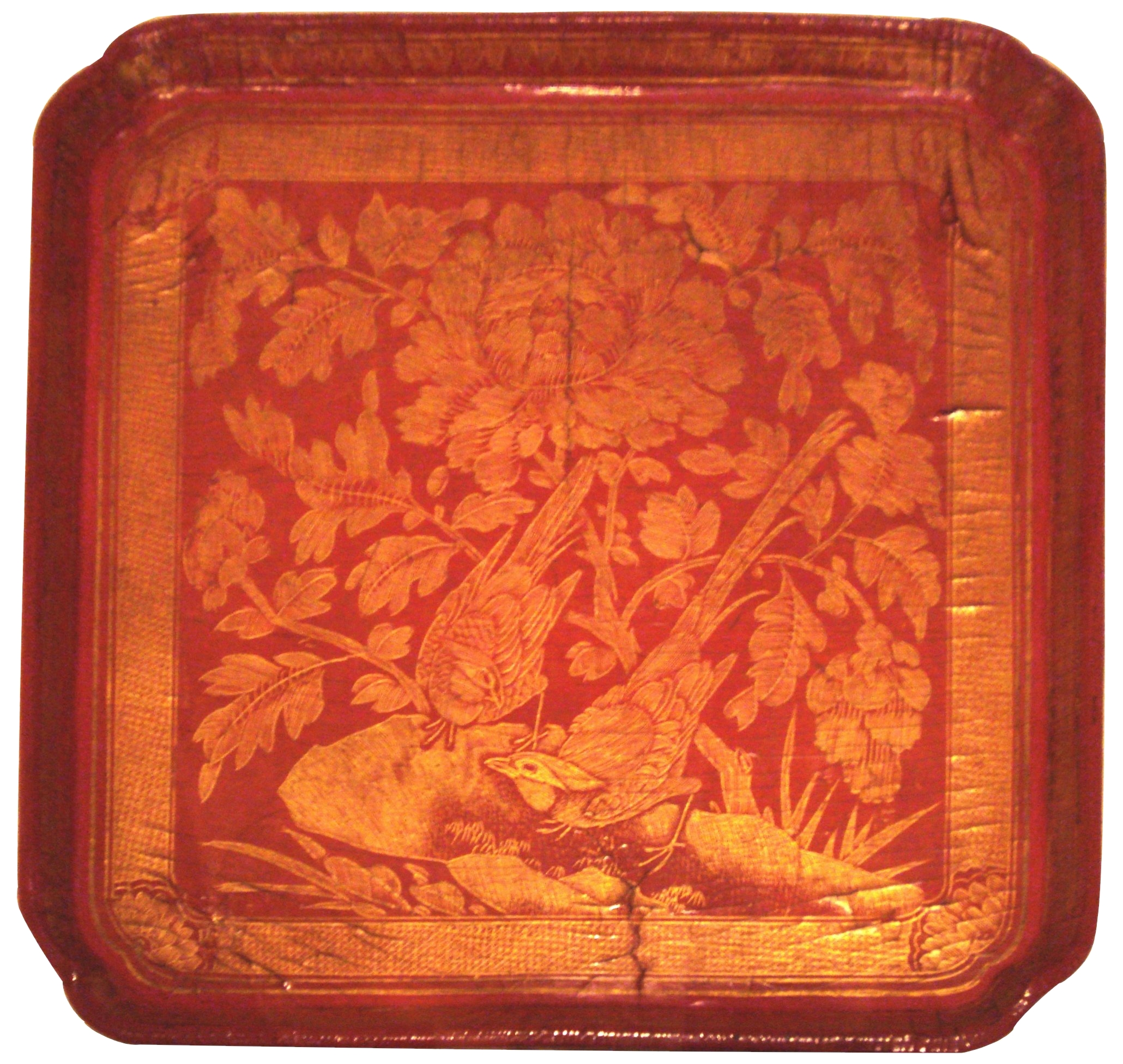
Plateau alimentaire en laque rouge avec des dessins gravés colorés à la feuille d'or représentant deux oiseaux à longue queue et une pivoine, daté de la fin du XIIe siècle.

La nourriture consommée et les habitudes vestimentaires en Chine durant la période des Song sont largement dictées par le statut et la classe sociale. L'alimentation de base des classes sociales les plus basses est constituée principalement de riz, porc et poisson salé. Leurs vêtements sont en chanvre ou en coton, uniquement blancs ou noirs. Le pantalon est la tenue appréciée des paysans, soldats, artisans et marchands, même si les riches commerçants choisissent souvent de s'habiller de vêtements ornés et de chemisiers masculins qui tombent sous la taille. Le style vestimentaire des fonctionnaires érudits est rigoureusement codifié par un système de rang hiérarchique social. Cependant, au fur et à mesure du temps le style vestimentaire en fonction du rang n'est plus appliqué aussi strictement qu'au début de la dynastie. Chaque fonctionnaire peut afficher son importance sociale en s'habillant de robes en soie de différentes couleurs qui descendent jusqu'au sol autour des pieds, de coiffes spécifiques et parfois même des gaines.
Les femmes sont vêtues de longues robes, de chemisiers qui tombent au niveau des genoux, de chemises et de gilets à manches longues ou courtes. Quand elles sortent, elles portent parfois des sortes d'écharpes violettes autour des épaules. La principale différence entre les vêtements des femmes et des hommes réside dans le fait que les habits des hommes sont attachés sur la gauche et non sur la droite.
Il existe une multitude de restaurants et tavernes pour accueillir les fêtes, banquets, festivals et carnavals. Ces établissements affichent le régime alimentaire varié et somptueux des classes sociales les plus aisées de l'époque. Les plats sont concoctés avec une grande variété de viandes, dont des crevettes, oies, canards, moules, fruits de mer, daims, lièvres, espèces de Perdicinae, faisans, francolins, cailles, renards, espèces de Melinae, palourdes, crabes et bien d'autres,,. Les produits laitiers sont absents de la cuisine et de la culture chinoise. La viande bovine est peu consommée puisque les taureaux sont utilisés comme animaux de trait. La viande de chien est peu consommée dans les familles aisées, alors que les classes les plus pauvres sont amenées à en manger en cas de nécessité (mais cela ne fait pas partie de leur régime alimentaire régulier). Les gens consomment également des dattes, raisins, jujubes, poires, prunes, abricots, jus de poires, jus de litchis, des boissons au miel et au gingembre, des jus de papaye, des épices et des assaisonnements de poivre du Sichuan, gingembre, piment, sauce de soja, huile, huile de sésame, sel et vinaigre,,,.

## Technologie, science et ingénierie

### Poudre à canon

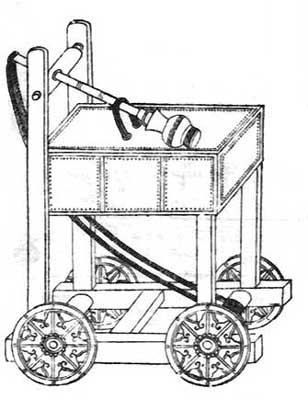
Illustration d'un trébuchet extrait du manuscrit de Wujing Zongyao, en 1044. Les trébuchets comme celui-ci sont utilisés pour lancer les premières sortes de bombes explosives.

Les avancées techniques en matière d'armes telles que le feu grégeois et la poudre à canon permettent l'apparition et l'amélioration des premiers lance-flammes, grenades explosives, armes à feu, canons et mines terrestres. Elles permettent aux Song de repousser leurs ennemis jusqu'à l'effondrement de la dynastie à la fin du XIIIe siècle,,,,. Le manuscrit Wujing Zongyao de 1044 est le premier livre dans l'histoire à décrire des formules pour la composition de poudre à canon et son usage spécifique dans les différentes sortes de bombes. Alors engagé dans une guerre avec les Mongols dans l'année 1259, le fonctionnaire Li Zengbo écrit que la ville de Qinzhou produit mensuellement entre un et deux mille bombes en acier, envoyant à Xiangyang et Yingzhou des lots d'environ dix à vingt mille bombes. À leur tour, les envahisseurs mongols emploient des soldats chinois du Nord et utilisent le même type d'armes à feu contre les Chinois Song. Au cours du XIVe siècle, les armes à feu et les canons font leur apparition en Europe, Inde et Moyen-Orient.

### Mesure de distances et navigation mécanique
Lors de la précédente dynastie Han, si l'État avait besoin de mesurer les distances parcourues à travers l'Empire, les Chinois utilisaient des odomètres mécaniques. L'odomètre chinois se présente sous la forme d'un wagon sur roues. Les roues dentées qui se trouvent à l'intérieur suivent les mouvements de rotation des roues et signalent chaque unité de distance (le li chinois) parcourue par une alarme sonore composée d'un tambour ou d'une cloche. Les spécifications de l'odomètre du XIe siècle sont décrites par le Grand Chambellan Lu Daolong, qui est beaucoup cité dans le texte historique Song Shi (compilé en 1345). Sur la période Song, l'odomètre est également combiné avec un autre dispositif mécanique ancien et complexe connu sous le nom de chariot pointant le sud. Cet appareil, initialement créé par Ma Jun au IIIe siècle, incorpore une roue différentielle qui permet à un personnage monté sur le véhicule de toujours pointer en direction du sud, quel que soit le sens dans lequel les roues tournent. Le concept de roue différentielle est utilisé de nos jours dans toutes les automobiles modernes afin d'appliquer un moment de force identique à des roues tournant à des vitesses différentes.

### Polymathie, inventions et astronomie

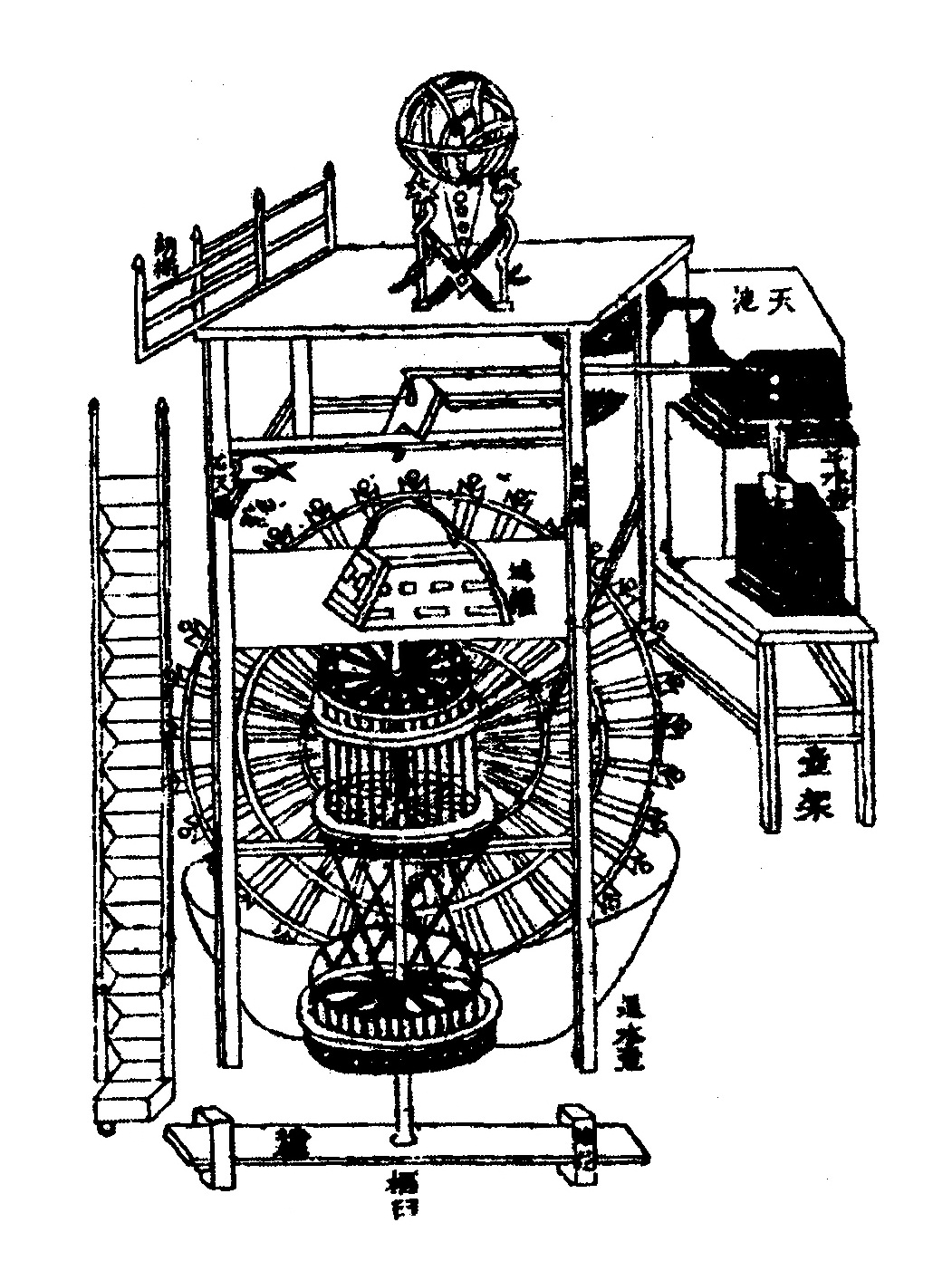
Mécanisme intérieur de la tour horloge astronomique de Kaifeng décrit dans le livre de Su Song, écrit en 1092 et publié et imprimé en 1094.

Des personnages polymathes tels que le savant fonctionnaire Shen Kuo et Su Song (1020–1101) incarnent les avancées dans tous les domaines d'études, dont la biologie, la botanique, la zoologie, la géologie, la minéralogie, la mécanique, l'horlogerie, l'astronomie, la médecine chinoise traditionnelle, l'archéologie, les mathématiques, la cartographie, l'optique ou la critique d'art entre autres,,.
Shen Kuo reconnaît le premier la déclinaison magnétique terrestre du vrai Nord grâce à une boussole,. Il théorise que le climat change graduellement au cours du temps,. Il crée une théorie de formation des terres comprenant des concepts acceptés par la géomorphologie moderne. Il effectue des expérimentations en chambre noire quelques années après les premières d'Ibn al-Haytham. Il améliore également de manière significative la conception de matériels astronomiques, ce qui lui permet de définir la position de l'étoile Polaire. Shen Kuo est également connu pour les mécanismes hydrauliques, puisqu'il invente un nouveau type de clepsydre qui est plus efficace dans le calibrage de la mesure du temps.
Su Song est plus connu pour son traité d'horlogerie écrit en 1092, qui décrit et illustre avec force détails un tour horloge astronomique hydraulique de 12 m de haut construite à Kaifeng. La tour horloge est composée d'imposantes sphères armillaire et céleste, emmenées par intermittence par un mécanisme d'échappement (environ deux siècles avant l'apparition du foliot dans les horloges du Moyen Âge),. De plus, la tour horloge de Su Song est composée du premier système de transmission par chaîne au monde, un composant mécanique essentiel que l'on retrouve dans divers usages à travers les époques, comme sur les bicyclettes. La tour de Su est composée d'une roue à rotation avec 133 mannequins qui à chaque heure sortent par des portes, pendant que des cloches et des tambours s'activent. Dans ce livre, Su publie également un atlas céleste de cinq cartes du ciel. Ces cartes du ciel présentent une projection similaire à la projection de Mercator, l'innovation cartographique révélée par Gérard Mercator en 1569,.

### Mathématiques et cartographie

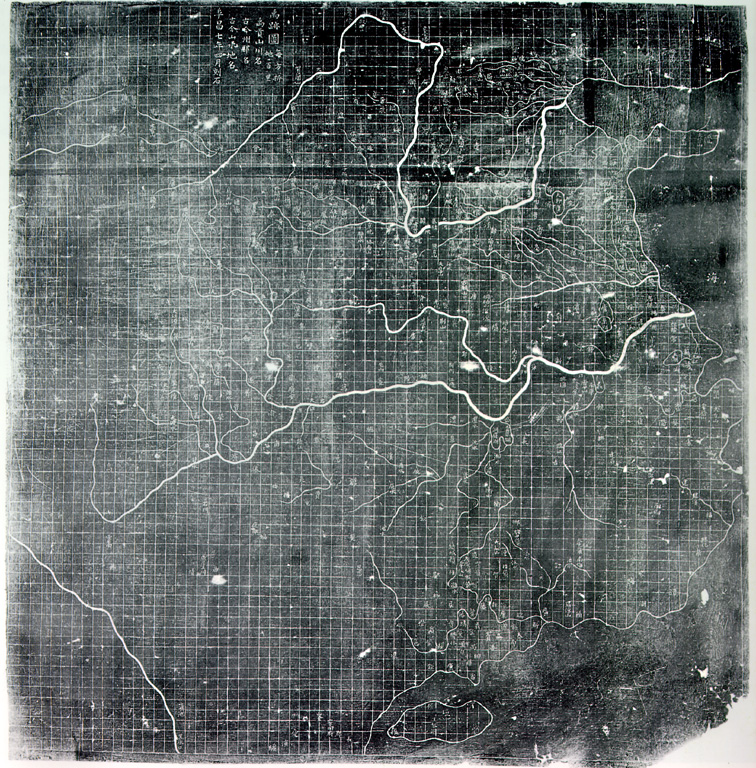
Le Yu Ji Tu, ou Carte de la Voie de Yu Gong, sculptée dans la pierre en 1137, localisée dans la Forêt de stèles à Xi'an. Cette carte de moins d'un mètre carré environ présente une échelle de 100 li pour chaque rectangle gradué. Les côtes et rivières chinoises sont clairement définies et localisées avec précision sur la carte.

Les mathématiques chinoises connaissent des améliorations notables durant la période Song. Le livre publié en 1261 par le mathématicien Yang Hui (1238-1298) fournit la première illustration chinoise du Triangle de Pascal, bien qu'il soit précédemment décrit par Jia Xian vers l'an 1100. Yang Hui fournit également des règles pour la construction d'arrangements combinatoires dans les carrés magiques, apporte des preuves théoriques à la quarante-troisième proposition d'Euclide sur les parallélogrammes et est le premier à utiliser un coefficient négatif de x dans les équations du second degré. Le contemporain de Yang, Qin Jiushao (1202-1261), est le premier à introduire le symbole zéro aux mathématiques chinoises. Avant cela, des espaces blancs étaient utilisés à la place des zéros dans le système de numération à bâtons. Il est également connu pour ses travaux sur le Théorème des restes chinois, la Formule de Héron et des données astronomiques utilisées pour déterminer le solstice d'hiver. Le principal travail de Qing est le « Traité mathématique en neuf sections » publié en 1247.
La géométrie est essentielle pour les géomètres-experts et la cartographie. Les précédentes cartes chinoises datent du IVe siècle av. J.-C.. Pei Xiu (224-271) les améliore en y ajoutant les altitudes topographiques, un quadrillage rectangulaire formel et l'usage standard d'échelles de distance,. Suivant une longue tradition, Shen Kuo crée une carte en relief, alors que les autres cartes sont uniformément graduées à l'échelle 1:900 000,. Une carte d'environ un mètre carré datant de 1137 et sculptée dans un bloc de pierre utilise une échelle de 100 li pour chaque rectangle gradué ; elle cartographie avec exactitude le tracé des côtes et des fleuves chinois, s'étendant jusqu'en Inde,. En outre, la carte la plus ancienne connue sous format imprimé vient de l'encyclopédie de Yang Jia éditée en 115. Celle-ci montre la Chine occidentale, sans système de graduation qui est une caractéristique des cartes dessinées de façon plus professionnelle en Chine. Bien que les livres de voyage existent depuis l'an 52 et la dynastie Tang et qu'ils utilisent des cartes illustratives (Tujing, en chinois) depuis la dynastie Sui, les livres de voyage illustrées deviennent de plus en plus communes sous la dynastie Song, quand la plus grande préoccupation des gazetiers est de servir par des illustrations les desseins politiques, administratifs et militaires.

### Imprimerie à caractères mobiles

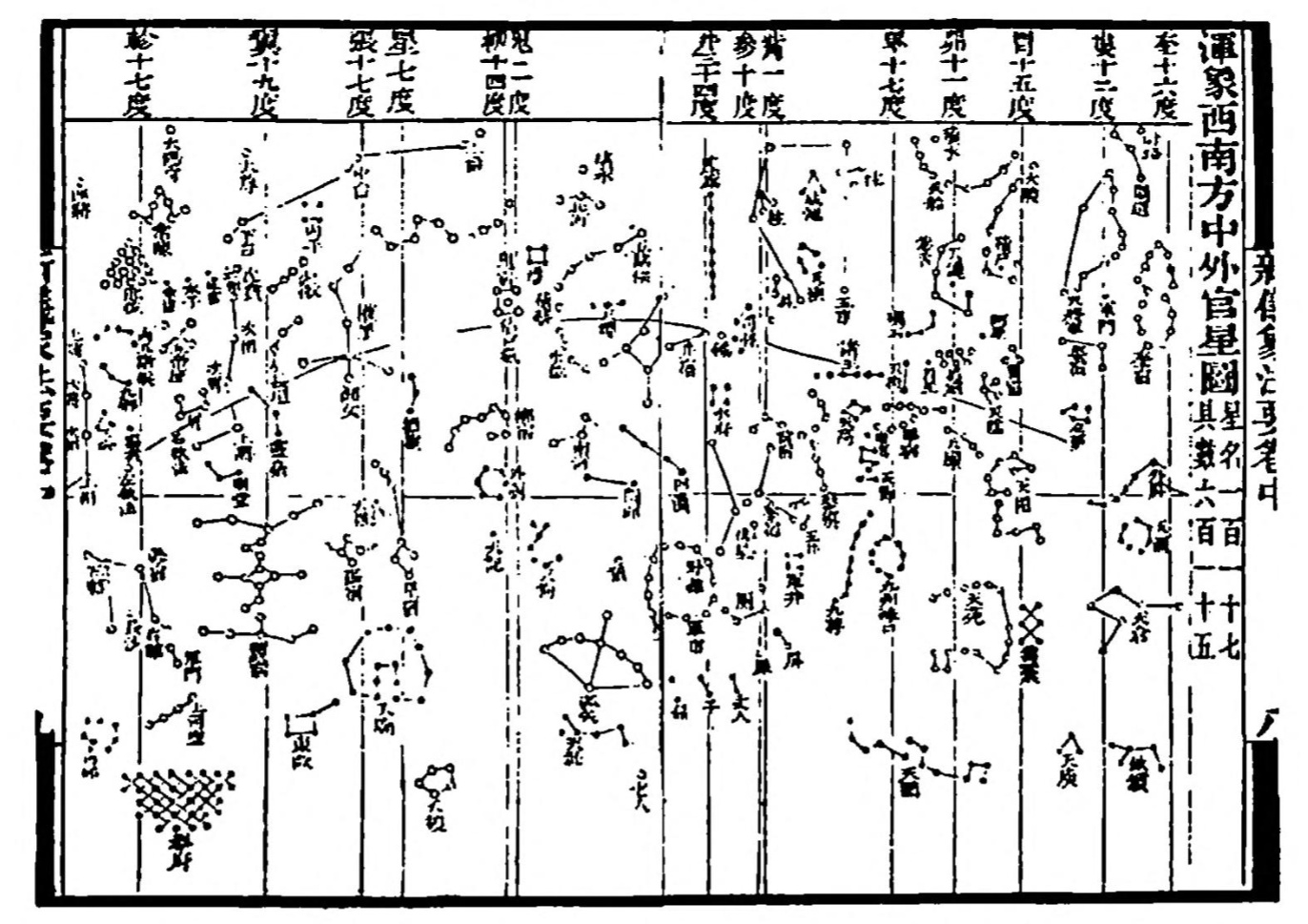
Une des cartes du ciel du Xin Yi Xiang Fa Yao de Su Song, publié en 1092, présentant une projection cylindrique similaire à la projection de Mercator et la position correcte de l'étoile Polaire grâce aux observations astronomiques de Shen Kuo,. L'atlas céleste de Su Song est en fait le plus ancien sous forme imprimée.

L'innovation de l'imprimerie à caractères mobiles est l'œuvre de l'artisan Bi Sheng (990-1051), comme l'indique le scientifique et politicien Shen Kuo dans son Mengxi Bitan en 1088,. La police originale en terre cuite utilisée par Bi Sheng a été transmise à un de ses neveux et ensuite préservée précieusement,. Les caractères d'imprimerie mobiles renforcent l'usage déjà largement répandu des méthodes d'impression par blocs de bois et permettent la diffusion de milliers d'exemplaires de littérature, qui sont rapidement consommés par un public de plus en plus lettré. Les améliorations de l'imprimerie ont un fort impact sur l'éducation et la classe des fonctionnaires érudits, puisque plus de livres peuvent désormais être rapidement produits en masse. De plus, les livres imprimés sont beaucoup moins chers que les copies écrites à la main,. L'amélioration de l'imprimerie et de la culture d'impression dans la période Song est donc un catalyseur direct de la hausse de la mobilité sociale et de l'expansion de la classe instruite des élites savantes, dont la taille s'est considérablement élargie au cours des XIe et XIIe siècles,.
Les caractères mobiles inventés par Bi Sheng sont finalement éclipsés par l'utilisation de la gravure sur bois en raison des limites de l'énorme système d'écriture de caractères chinois, pourtant l'imprimerie à caractères mobiles continuera à être utilisée et améliorée à des périodes ultérieures. Le fonctionnaire de la dynastie Yuan, Wang Zhen (fl. 1290-1333), met en place un système de composition plus rapide, améliore les caractères mobiles en argile de Bi par des caractères en bois et expérimente l'utilisation de caractères en étain. Le riche patron de l'imprimerie, Hua Sui (1439-1513) de la dynastie Ming, crée les premiers caractères mobiles en métal (en bronze) en Chine en 1490. En 1638, la Gazette (en) de Pékin remplace son système d'impression par blocs en bois par des caractères mobiles. Il faut pourtant attendre la dynastie Qing pour voir l'apparition de projets d'impression de masse utilisant l'impression à caractères mobiles. Ceux-ci comprennent l'impression de soixante-six copies d'une encyclopédie en 5 020 volumes de 1725, le Qinding Gujin tushu jicheng (« La Grande Encyclopédie impériale illustrée des temps passé et présent »), qui a nécessité la création de 25 000 caractères mobiles en bronze. Au XIXe siècle, les Européens apportent la méthode de presse typographique qui remplace l'imprimerie à caractères mobiles. L'impression par blocs de bois est ensuite peu utilisée en Asie orientale et principalement dans un but esthétique.

### Ingénierie hydraulique et nautique

Plan et vue de côté d'une écluse à sas sur un canal, concept lancé en 984 par le Commissaire adjoint aux transports de Huainan, l'ingénieur Qiao Weiyo.

Cette période de l'histoire chinoise enregistre des avancées considérables également en ingénierie hydraulique et en technologie nautique. Le Xe siècle voit l'invention de la première écluse à sas qui permet aux bateaux d'atteindre des sections du canal situées plus haut ou plus bas. Ceci permet la sécurisation considérable du trafic sur le canal et la circulation de plus gros bateaux. L'apparition de compartiments de cloisons étanches permet en outre aux bateaux de subir plus de dommages sur leurs coques sans naufrage,. Au cours du XIe siècle, la Chine voit apparaître des cales sèches qui permettent aux navires trop endommagés d'être réparés. Les navires y sont immobilisés grâce à d'importantes traverses qui épousent la structure du bateau. Le gouvernail monté sur la poupe équipe les navires chinois depuis le Ier siècle, comme en témoigne un modèle de bateau préservé dans une tombe Han. Sous la période Song, les Chinois inventent un moyen de descendre et monter mécaniquement le gouvernail en fonction de la profondeur de l'eau. Ils arrangent les dents saillantes des ancres en suivant un motif circulaire plutôt qu'unidirectionnel. David Graff et Robin Higham indiquent que ce motif « les [rend] plus fiables » pour ancrer les navires. On peut soutenir que l'innovation nautique la plus importante de cette période est l'introduction du compas à aiguille magnétique pour la navigation en mer. Cette invention est pour la première fois décrite par Shen Kuo dans son Mengxi Bitan  en 1088, avant d'être reprise par Zhu Yu dans son Pingzhou Ketan publié en 1119.

### Génie civil et architecture

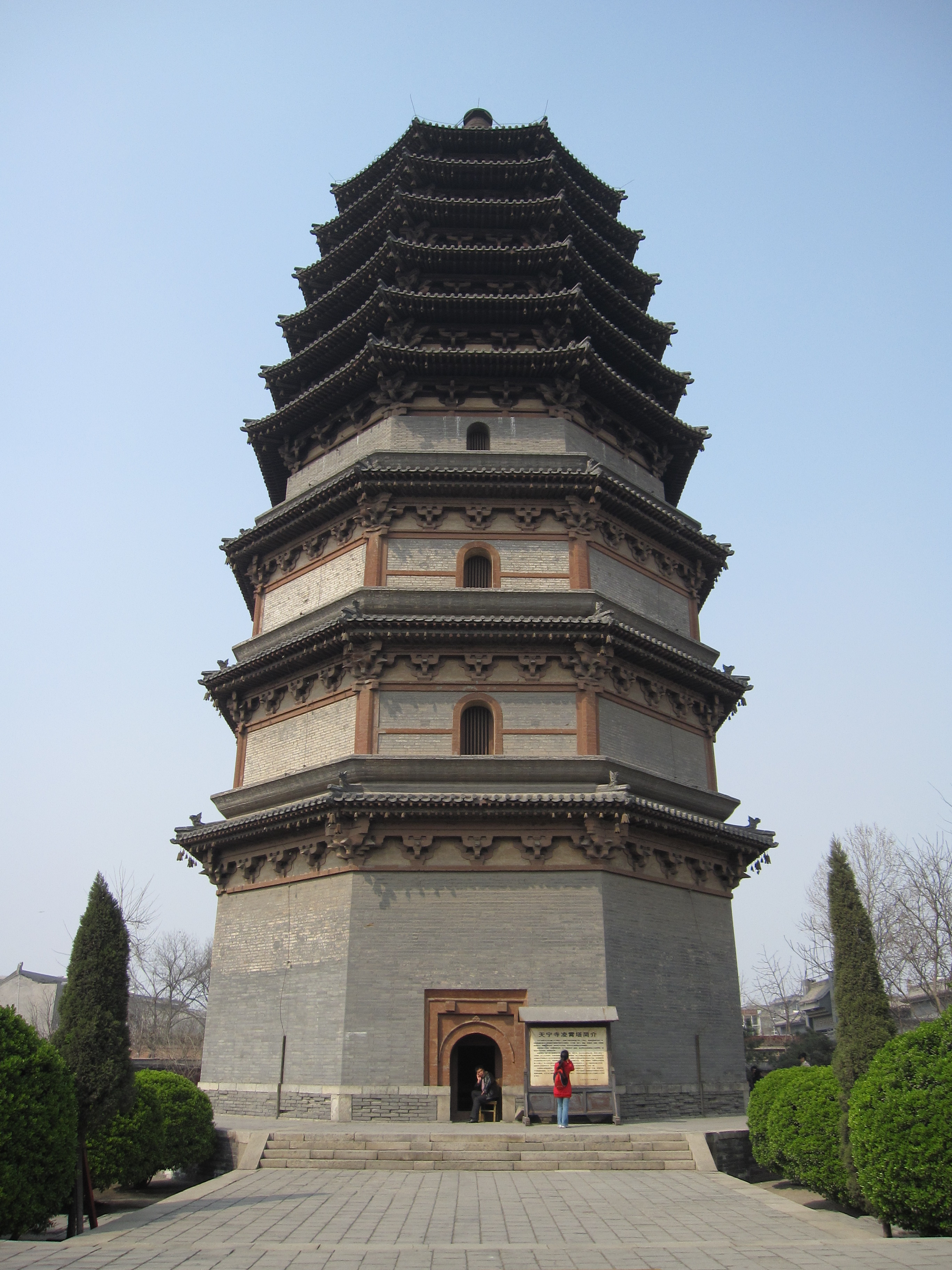
Pagode de Lingxiao haute de 42 mètres, construite en briques et bois, située dans le Xian de Zhengding, province du Hebei, en 1045.

L'architecture sous les Song est considérée comme étant l'apogée de la sophistication. Les auteurs tels que Yu Hao et Shen Kuo écrivent les ouvrages qui décrivent brièvement les domaines de l'architecture, de l'artisanat et de l'ingénierie structurelle dans les Xe et XIe siècles. Shen Kuo reprend le dialogue écrit de Yu Hao pour les questions techniques telles que le contreventement des pagodes par des jambes de force obliques. Shen Kuo conserve également les dimensions et unités de mesure utilisées par Yu dans les constructions. L'architecte Li Jie (1065-1110) écrit le Yingzao Fashi (Traité sur les méthodes d'architecture) en 1103. Il y expose longuement les travaux de Yu Hao et compile les codes standards de construction utilisés par les agences du gouvernement central et par les artisans à travers l'Empire. Il aborde les méthodes standard de construction, de conception et de fabrication des fossés et des fortifications, du travail de la pierre, du bois, de la sculpture sur bois, du tournage et du perçage, du sciage, du travail du bambou, du carrelage, de la construction de murs, de la peinture et de la décoration, de la brique, du vitrage, et fournit des proportions pour les formules de mortier dans la maçonnerie,. Dans son livre, Li donne des détails et des illustrations nettes de composants architecturaux et des coupes de constructions. Ces illustrations montrent diverses applications des corbeaux, encorbellements, assemblages à tenon et mortaise en charpenterie, ainsi que des schémas indiquant les divers types de construction de différentes tailles. Il expose également brièvement les unités standard de mesure de tous les composants de construction décrits et illustrés dans son livre.
Le gouvernement est à l'origine de projets grandioses de construction. Des pagodes bouddhistes sont érigées et des ponts énormes construits (en bois ou en pierre, en tréteaux ou en arc). Nombre de pagodes érigées durant la période Song dépassent une hauteur de dix étages. Parmi les plus fameuses, on trouve la Pagode de fer construite en 1049 et la Pagode Liuhe datant de 1165. La plus grande est la Pagode Liaodi construite en 1055 dans la province du Hebei, qui culmine à 84 mètres. Certains ponts atteignent la longueur de 1 220 mètres et sont suffisamment larges pour permettre à deux charrettes de s'y croiser. L'époque de la dynastie Song voit également apparaître un nouveau type de ponts, le pont arc-en-ciel. Construit en bois, ce dernier permet d'ériger un pont en arc avec une plus grande portée que les ponts en pierre et à moindre coût. Le gouvernement supervise enfin la construction de ses propres bureaux administratifs, de ses palais, appartements, des fortifications des villes, de temples pour les ancêtres et de temples bouddhistes.
Les professions d'architecte, artisan, charpentier et ingénieur ne sont pas professionnellement équivalentes à celle de fonctionnaire confucéen. Le savoir architectural se transmet oralement depuis des milliers d'années en Chine, dans la plupart des cas de père à fils. Des écoles d'architecture et de génie civil font leur apparition sous la période Song. Une des écoles de génie civil les plus réputées est dirigée par le bâtisseur de ponts Cai Xiang (1012-1067) dans la province du Fujian.

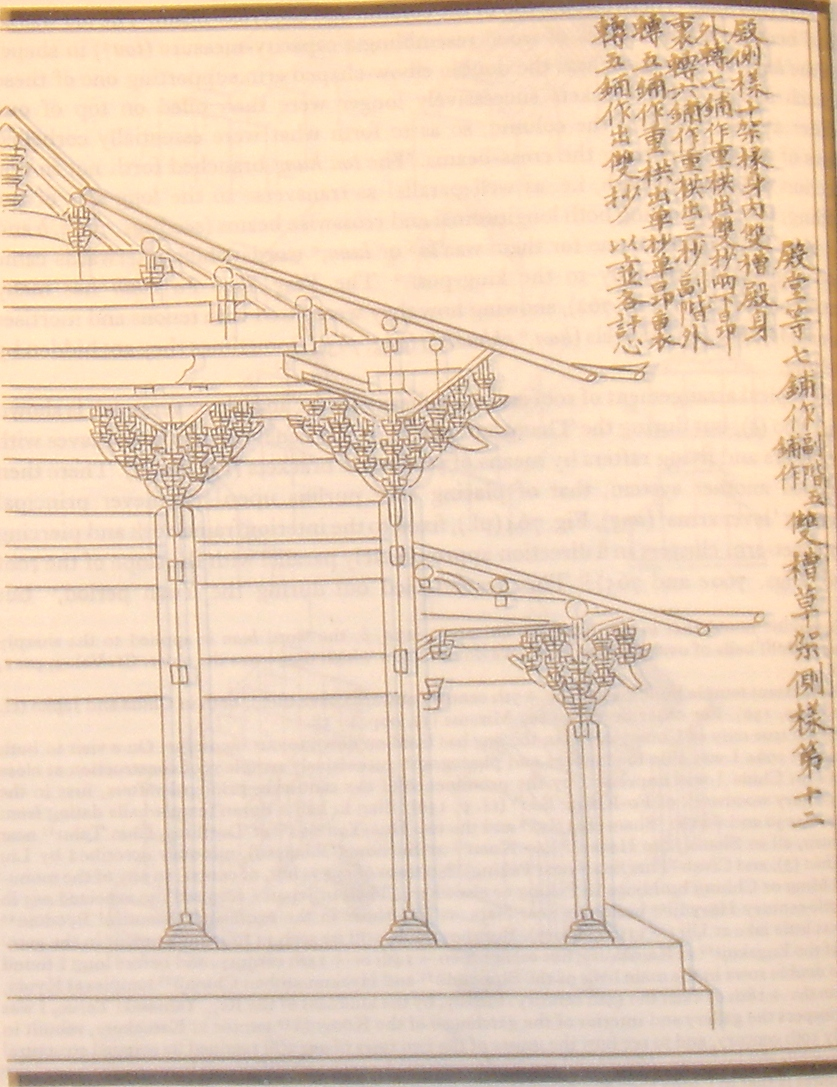
Schéma extrait du manuel architectural de Li Jie, le Yingzao Fashi, imprimé en 1103.

Outre les bâtiments existants et la littérature technique des manuels de construction, les œuvres d'art de la dynastie Song dépeignant des paysages urbains et d'autres bâtiments, ce qui aide les universitaires modernes dans leurs tentatives de reconstruction et de réalisation de l'architecture Song. Les artistes de cette époque tels Li Cheng, Fan Kuan, Guo Xi, Zhang Zeduan, l'empereur Song Huizong et Ma Lin peignent des illustrations très détaillées de bâtiments, tout autant que d'importants paysages urbains comportant des ponts en arc, des salles et pavillons, des pagodes et des murs d'enceinte. Le scientifique et homme politique Shen Kuo est connu pour ses critiques d'art architectural, pensant qu'il est plus important pour un artiste de capturer une vue holistique d'un paysage que de se focaliser sur les angles et les coins des bâtiments. Par exemple, Shen critique le travail du peintre Li Cheng qui échoue dans l'observation du principe de « voir le petit dans un point de vue large » lorsqu'il dépeint les bâtiments.
On trouve également des tombes à structures pyramidales sous l'ère Song, comme les tombes impériales à Gongxian, dans la province du Henan. À environ 100 km de Gongxian, se trouve une tombe de la dynastie Song à Baisha, qui dispose de fac-similés élaborés en brique de la construction à ossature en bois traditionnelle en Chine, des linteaux des portes aux piliers et de l'ensemble des supports qui ornent les murs intérieurs. Les deux grandes chambres de cette tombe sont surmontées d'un toit de forme conique. Bordant les avenues menant aux tombes, les statues de pierre de la dynastie Song représentent des fonctionnaires, gardiens des tombes, animaux et créatures mythologiques.

### Archéologie
En plus de l'intérêt manifesté par la noblesse Song pour la collection d'antiquités, les fonctionnaires érudits de cette période adorent récupérer d'anciennes reliques de sites archéologiques, afin de redécouvrir les traditions des anciennes cérémonies rituelles. Les fonctionnaires de la dynastie Song prétendent avoir découvert de la vaisselle en bronze qui aurait été fabriquée sous la dynastie Shang (1600 à 1046 av. J.-C.), qui porte des caractères de cette époque. Certains tentent même de reproduire ces bronzes en utilisant leur propre imagination et sans avoir jamais observé un exemplaire réel de relique. Cette pratique est critiquée par Shen Kuo en 1088. Ce dernier s'oppose à l'idée de ses pairs selon laquelle les anciennes reliques sont des produits créés par de fameux sages de la tradition ou des aristocrates. Shen attribue légitimement la production d'objets et de vaisselles anciens au travail d'artisans et roturiers des précédentes époques. Il désapprouve également l'intérêt de ses pairs pour l'archéologie simplement pour améliorer les cérémonies rituelles. Shen ne donne pas seulement une approche interdisciplinaire de l'étude de l'archéologie, mais il souligne également l'importance de l'étude de la fonctionnalité et de l'enquête sur le processus de fabrication des anciennes reliques originales. Shen utilise d'anciens textes et les modèles existants sur les sphères armillaires pour en créer une basée sur les anciens standards. Il décrit d'anciens équipements de guerre tels que le viseur sur les arbalètes. Alors qu'il mène une expérience sur les anciennes mesures musicales, Shen suggère de suspendre une cloche du type antique bianzhong en utilisant une poignée creuse.

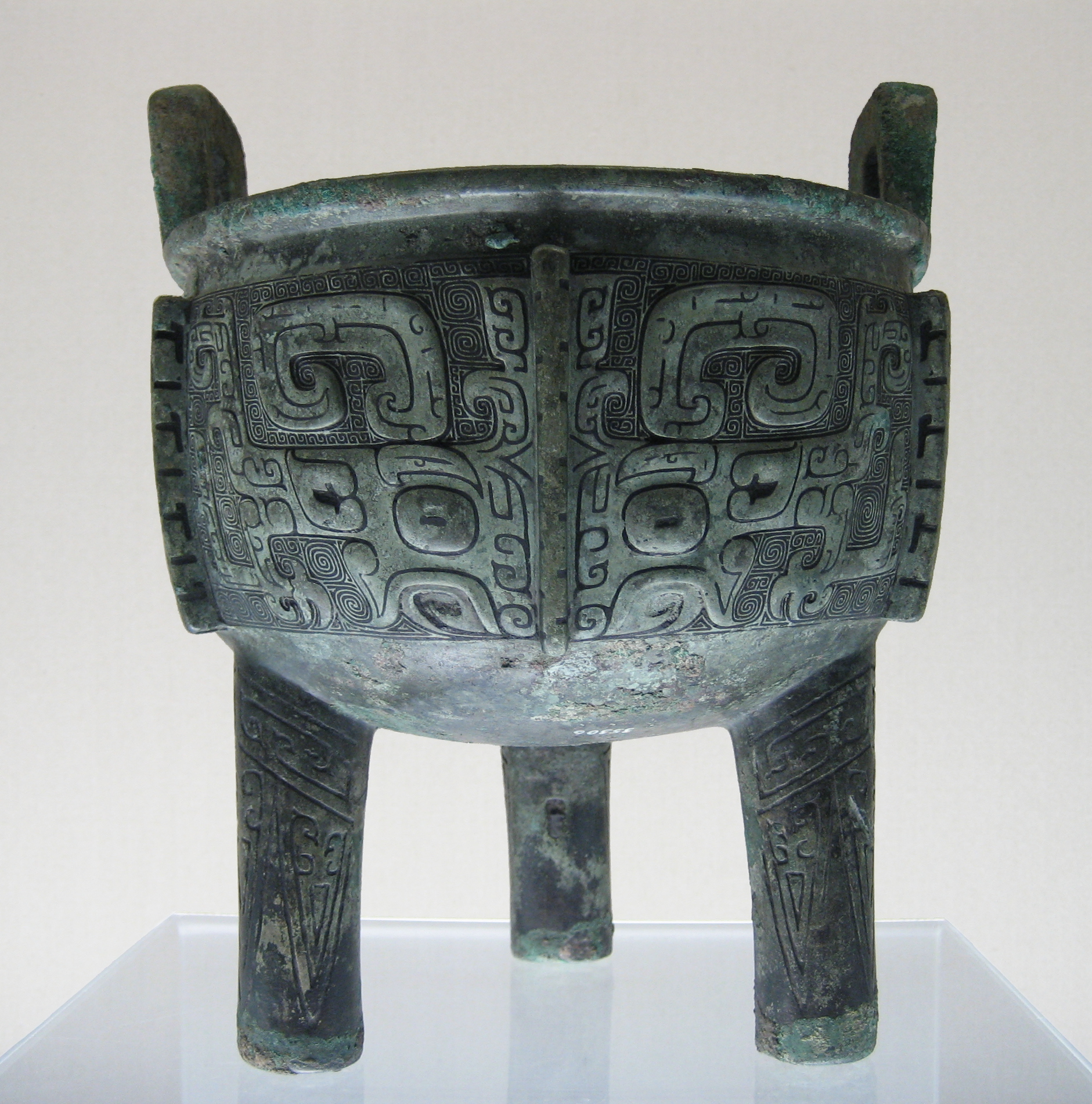
Les érudits Song prétendent avoir collecté des reliques anciennes datant de la dynastie Shang, comme ce bronze Ding.

Malgré l'intérêt de la noblesse pour l'archéologie simplement pour revivre les anciennes cérémonies rituelles, certains pairs de Shen abordent une approche similaire de l'étude archéologique. Son contemporain Ouyang Xiu (1007-1072) compile un catalogue analytique d'estampages sur pierre et bronze qui présume les concepts d'épigraphie et d'archéologie. Durant le XIe siècle, les érudits Song découvrent l'ancien tombeau de Wu Liang (78-151), un érudit de la dynastie Han (-202 – 220). Ils réalisent des estampages des gravures et bas-reliefs qui décorent les murs de la tombe pour pouvoir les analyser ailleurs.
Sur la faillibilité des travaux écrits tardivement après les évènements, Zhao Mingcheng statue que « les inscriptions sur la pierre et le bronze sont réalisées à l'époque où les évènements ont lieu et peuvent être crues sans réserve, et ainsi les divergences peuvent être levées ». L'historien R.C. Rudolph indique que l'importance donnée par Zhao à la consultation des sources contemporaines pour une datation exacte se rapproche du soin pris par l'historien allemand Leopold von Ranke (1795-1886) pour obtenir un même objectif, et se retrouve chez de nombreux érudits Song. L'érudit Hong Mai (1123-1202) critique sévèrement ce qu'il appelle le catalogue archéologique « ridicule » de la cour, le « Bogutu », compilé par Zheng He et Xuan He (1111-1125) durant le règne de Huizong. Hong Mai s'est procuré de l'ancienne vaisselle de la dynastie Han et l'a comparée avec les descriptions du catalogue. Ce qu'il y découvre est tellement inexact qu'il a dû « tenir [ses] côtes de rire ». Il fait remarquer que la documentation erronée est la faute du Premier ministre Cai Jing (1047–1126), qui a interdit aux érudits de lire et de consulter les ouvrages historiques.

### Histoire de l'Asie de l'Est
- (en) Patricia Buckley Ebrey, Anne Walthall et James B. Palais, East Asia: A Cultural, Social, and Political History, Boston, Houghton Mifflin, 2006 (ISBN 0618133844)
- (en) Alan Kam-leung Chan, Gregory K. Clancey et Hui-Chieh Loy, Historical Perspectives on East Asian Science, Technology and Medicine, Singapour, Singapore University Press, 2002, 585 p. (ISBN 9971-69-259-7)
- (en) Kenneth Hall, Maritime trade and state development in early Southeast Asia, Hawaii, University of Hawaii Press, 1985 (ISBN 0824809599)
- (en) Ainslie Thomas Embree et Carol Gluck, Asia in Western and World History : A Guide for Teaching, Armonk, ME Sharpe, 1997, 998 p. (ISBN 1-56324-264-8)

### Histoire de la Chine
Ouvrages généraux
- (fr) Vadime Elisseeff et Danielle Elisseeff, La civilisation de la Chine classique, Paris, Arthaud, 1987 (1re éd. 1979).
- (fr) Jacques Gernet, Le monde chinois, 2. L'époque moderne, Xe – XIXe siècle, Paris, Armand Colin, 2005 (1re éd. 1999), 378 p. (ISBN 978-2-266-16133-6).
- (en) Shouyi Bai, An Outline History of China, Pékin, Foreign Languages Press, 2002, Revised éd., 803 p. (ISBN 7-119-02347-0)
- (en) Patricia Buckley Ebrey, The Cambridge Illustrated History of China, Cambridge, Cambridge University Press, 1999 (ISBN 052166991X) (livre de poche).
- (en) John King Fairbank et Merle Goldman, China : A New History, Cambridge, Londres, The Belknap Press of Harvard University Press, 2006, 2nd enlarged éd. (1re éd. 1992), 560 p. (ISBN 0-674-01828-1, lire en ligne)
- (en) Valerie Hansen, The Open Empire : A History of China to 1600, New York et Londres, W.W. Norton & Company, 2000, 458 p. (ISBN 0-393-97374-3)
- (en) Peter Lorge, War, Politics and Society in Early Modern China, 900–1795, New York, Routledge, 2005
- (en) F. W. Mote, Imperial China: 900–1800, Harvard, Harvard University Press, 1999
- (en) Ann Paludan, Chronicle of the Chinese Emperors : The Reign-by-reign Record of the Rulers of Imperial China, Londres, Thames & Hudson, 1998, 224 p. (ISBN 0-500-05090-2)
- (en) Arthur Cotterell, The Imperial Capitals of China - An Inside View of the Celestial Empire, Londres, Pimlico, 2007, 304 p. (ISBN 9781845950095).
- (en) Bamber Gascoigne, The Dynasties of China: A History, New York, Carroll & Graf, 2003 (ISBN 1-84119-791-2).
- (en) Herbert Allen Giles, A Chinese biographical dictionary (Gu jin xing shi zu pu), Shanghai, Kelly & Walsh, 1939 (lire en ligne).
- (en) Rayne Kruger, All Under Heaven: A Complete History of China, Chichester, John Wiley & Sons, 2003 (ISBN 0-470-86533-4).

Histoire militaire, relations extérieures
- (en) David Andrew Graff et Robin Higham, A Military History of China, Boulder, Westview Press, 2002
- (en) Louise Levathes, When China Ruled the Seas : the treasure fleet of the Dragon throne,1405-1433, New York, Simon & Schuster Press, 1994, 252 p. (ISBN 0-671-70158-4)
- (en) C. J. Peers, Soldiers of the Dragon: Chinese Armies 1500 BC-AD 1840, Oxford, Osprey Publishing, 2006
- (en) Tansen Sen, Buddhism, Diplomacy, and Trade : The Realignment of Sino-Indian Relations, 600–1400, Manoa, Asian Interactions and Comparisons, a joint publication of the University of Hawaii Press and the Association for Asian Studies, 2003, 388 p. (ISBN 0-8248-2593-4, lire en ligne)
- (en) Fuwei Shen, Cultural flow between China and the outside world, Pékin, Foreign Languages Press, 1996 (ISBN 711900431X)

Histoire des sciences
- (en) Peter Mohn, Magnetism in the Solid State : An Introduction, New York, Springer-Verlag, 2003, 215 p. (ISBN 3-540-43183-7, lire en ligne)
- (en) Joseph Needham, Science and Civilization in China, Taipei, Caves Books, 1986, 7 volumes dont :
  1. Introductory Orientations, vol. I, 1986 ;
  2. Mathematics and the Sciences of the Heavens and the Earth, vol. III, 1986 ;
  3. Physics and Physical Technology, Part 2 : Mechanical Engineering, vol. IV, 1986 ;
  4. Physics and Physical Technology, Part 3 : Civil Engineering and Nautics, vol. IV, 1986 ;
  5. Chemistry and Chemical Technology, Part 7 : Military Technology; The Gunpowder Epic, vol. V, 1986.
- (en) Nathan Sivin, Science in Ancient China, Brookfield, Vermont, VARIORUM, Ashgate Publishing, 1995
- (en) Tz’u Sung (translated by Brian E. McKnight), The Washing Away of Wrongs: Forensic Medicine in Thirteenth-Century China, Ann Arbor, University of Michigan Press, 1981 (ISBN 0892648007)
- (en) Robert Temple (with a foreword by Joseph Needham), The Genius of China: 3,000 Years of Science, Discovery, and Invention, New York, Simon and Schuster, 1986 (ISBN 0671620282)

Thèmes divers
- (fr) Anne Cheng, Histoire de la pensée chinoise, Paris, Le Seuil, 1997, 696 p. (ISBN 2-02-054009-6).
- (en) S. A. M. Adshead, T'ang China: The Rise of the East in World History, New York, Palgrave Macmillan, 2004 (ISBN 1403934568) (livre relié).
- (en) Timothy Brook, The Confusions of Pleasure: Commerce and Culture in Ming China, Berkeley, University of California Press, 1998 (ISBN 9780520221543)
- (en) Julius Thomas Fraser et Francis C. Haber, Time, Science, and Society in China and the West, Amherst, University of Massachusetts Press, 1986, 262 p. (ISBN 0-87023-495-1)
- (en) Gregory Veeck, Clifton W. Pannell, Christopher J. Smith et Youqin Huang, China's Geography: Globalization and the Dynamics of Political, Economic, and Social Change, Lanham, Rowman & Littlefield Publishers, 2007 (ISBN 0742554023)
- (en) Arthur F. Wright, Buddhism in Chinese History, Stanford, Stanford University Press, 1959
- (en) Hoyt C. Tillman et Stephen H. West, China Under Jurchen Rule: Essays on Chin Intellectual and Cultural History, Albany, New York, State University of New York Press, 1995.
- (en) Richard von Glahn, The Economic History of China : From Antiquity to the Nineteenth Century, Cambridge, Cambridge University Press, 2016

Monographies
- (en) Lianmao Wang, Return to the City of Light: Quanzhou, an eastern city shining with the splendour of medieval culture, Fujian People's Publishing House, 2000
- (en) Morris Rossabi, Khubilai Khan : His Life and Times, Berkeley, University of California Press, 1988, 322 p. (ISBN 0-520-05913-1)
- (en) Ji Xianlin, History of Cane Sugar in China, 1997 (ISBN 7-80127-284-6)

### Les Song
- Jacques Gernet, La vie quotidienne en Chine, à la veille de l'invasion mongole (1250-1276), Arles, Éditions Philippe Picquier, 2007 (1re éd. 1958), 419 p. (ISBN 978-2-87730-956-1)
- (en) James A. Anderson, Battlefronts Real and Imagined: War, Border, and Identity in the Chinese Middle Period, New York, Palgrave Macmillan, 2008 (ISBN 9781403960849), « 'Treacherous Factions': Shifting Frontier Alliances in the Breakdown of Sino-Vietnamese Relations on the Eve of the 1075 Border War », p. 191–226
- (en) Michael C. Brose, Battlefronts Real and Imagined: War, Border, and Identity in the Chinese Middle Period, New York, Palgrave Macmillan, 2008 (ISBN 9781403960849), « People in the Middle: Uyghurs in the Northwest Frontier Zone », p. 253–289
- (en) Qinghua Guo, « Yingzao Fashi: Twelfth-Century Chinese Building Manual », Architectural History: Journal of the Society of Architectural Historians of Great Britain, vol. 41,‎ 1998, p. 1–13
- (en) James M. Hargett, Some Preliminary Remarks on the Travel Records of the Song Dynasty (960–1279), 1985 (réimpr. cation), p. 67–93
- (en) James M. Hargett, « Song Dynasty Local Gazetteers and Their Place in The History of Difangzhi Writing », Harvard Journal of Asiatic Studies, vol. 56,‎ 1996, p. 405–442 (DOI 10.2307/2719404, lire en ligne)
- (en) Robert P. Hymes, Statesmen and Gentlemen: The Elite of Fu-Chou, Chiang-Hsi, in Northern and Southern Sung, Cambridge, Harvard University Press, 1986 (ISBN 0521306310)
- (en) Dieter Kuhn, The age of Confucian rule: the Song transformation of China, Cambridge, Harvard University Press, 2009 (ISBN 0674031466)
- Marie Laureillard et Jean-Marie Simonet, Chine, l'apogée des Song : exposition, Musée de Picardie à Amiens, du 16 décembre 2000 au 18 mars 2001…, Amiens, Musée de Picardie, 2000, 64 p. (ISBN 2-908095-24-6)
- (en) Brian E. McKnight, Law and Order in Sung China, Cambridge, Cambridge University Press, 1992
- (en) R. C. Rudolph, « Preliminary Notes on Sung Archaeology », The Journal of Asian Studies, vol. 22,‎ 1963, p. 169–177 (DOI 10.2307/2050010, lire en ligne)
- (en) Denis Twitchett et Smith (dir.), The Cambridge history of China, Volume 5 Part One : The Sung Dynasty and Its Precursors, 907–1279, Cambridge, Cambridge University Press, 2009, 1095 p. (ISBN 978-0-521-81248-1)
- Christian Lamouroux, La Dynastie des Song : Histoire générale de la Chine (960-1279), Les Belles Lettres, 2022 (non utilisé pour l'article)

### Articles spécialisés
- (en) Peter K. Bol, « The Rise of Local History: History, Geography, and Culture in Southern Song and Yuan Wuzhou », Harvard Journal of Asiatic Studies, vol. 61,‎ 2001, p. 37–76 (DOI 10.2307/3558587, lire en ligne)
- (en) Robert M. Hartwell, « Demographic, Political, and Social Transformations of China, 750-1550 », Harvard Journal of Asiatic Studies, vol. 42,‎ 1982, p. 365–442 (DOI 10.2307/2718941, lire en ligne)
- (en) Mei-ling Hsu, « The Qin Maps: A Clue to Later Chinese Cartographic Development », Imago Mundi, vol. 45,‎ 1993, p. 90–100 (DOI 10.1080/03085699308592766)
- (en) Edward H. Schafer, « War Elephants in Ancient and Medieval China », Oriens, vol. 10,‎ 1957, p. 289–291 (DOI 10.2307/1579643, lire en ligne)
- (en) Nancy Shatzman Steinhardt, « The Tangut Royal Tombs near Yinchuan », Muqarnas: an Annual on Islamic Art and Architecture, vol. X,‎ 1993, p. 369–381
- (en) Donald B. Wagner, « The Administration of the Iron Industry in Eleventh-Century China », Journal of the Economic and Social History of the Orient, vol. 44,‎ 2001, p. 175–197 (DOI 10.1163/156852001753731033)
- (en) Stephen H. West, « Playing With Food: Performance, Food, and The Aesthetics of Artificiality in The Sung and Yuan », Harvard Journal of Asiatic Studies, vol. 57,‎ 1997, p. 67–106 (DOI 10.2307/2719361, lire en ligne)
- (en) Zheng Yuan, « Local Government Schools in Sung China: A Reassessment », History of Education Quarterly, vol. 34,‎ 1994, p. 193–213 (DOI 10.2307/369121, lire en ligne)

- (en) Nicolas Tackett, « A Tang-Song Turning Point », dans Michael Szonyi (dir.), A Companion to Chinese History, Hoboken, Wiley-Blackwell, 2017, p. 118-128
- Christian Lamouroux, « Rites, espaces et finances : la recomposition de la souveraineté dans la Chine du XIe siècle », Annales - Histoire, Sciences sociales, nos 51-2,‎ 1996, p. 275-305 (lire en ligne)

### Pays extérieurs
- (en) Nilakanta, K.A. Sastri, The CōĻas, Madras, University of Madras, 1984

### En chinois
- (zh) 陳邦瞻 (zh), 宋史紀事本末,‎ 1658 (明朝) (宋史紀事本末 sur wikisource en chinois)
- (zh) Qi Xia, 中国经济通史. 宋代经济卷 (Economie de la dynastie Song, partie 1), Pékin, 经濟日报出版社,‎ 1999 (ISBN 7-80127-462-8), chap. 1